# キャデラック

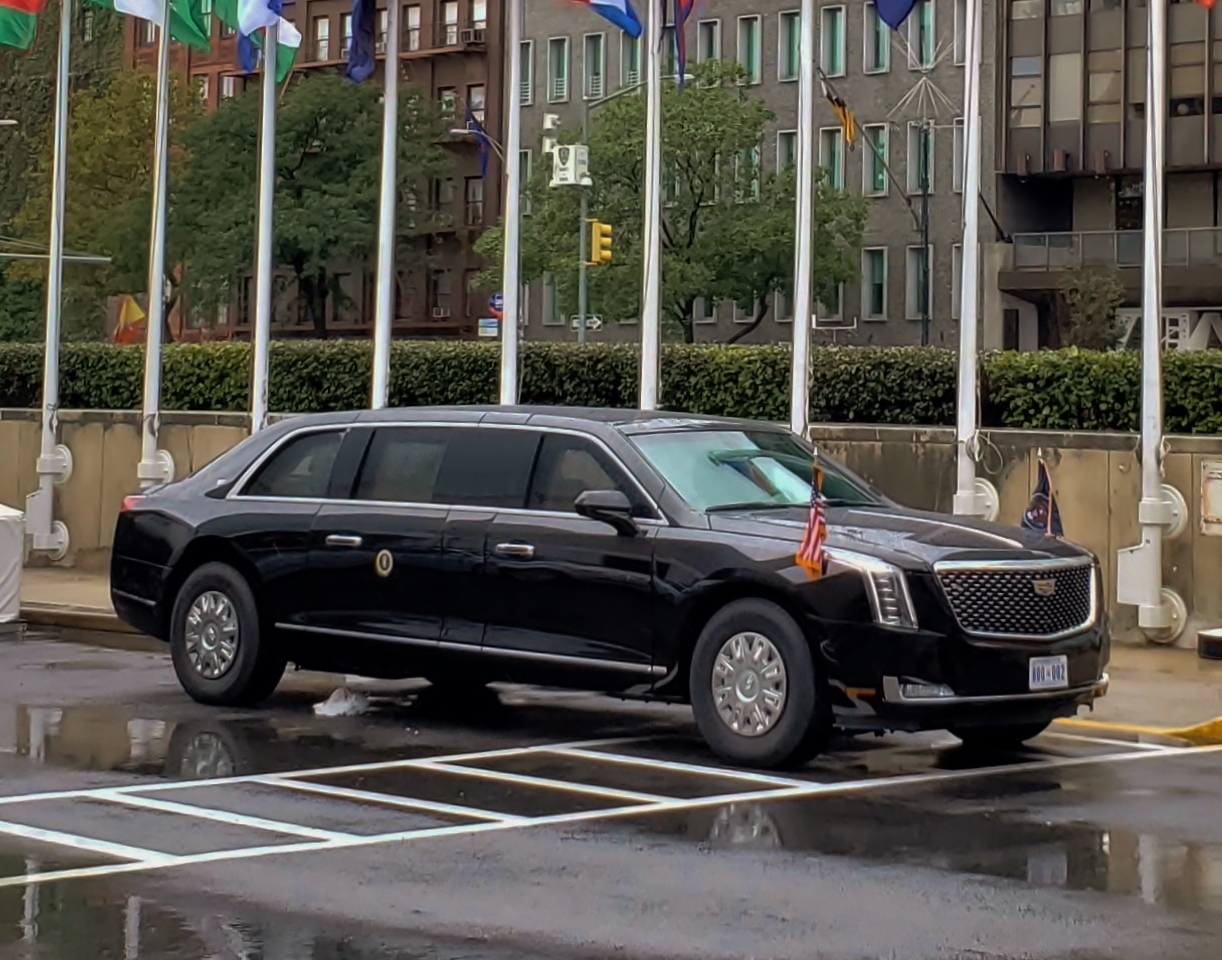
キャデラック・プレジデンシャル・リムジン（アメリカ大統領専用車仕様）

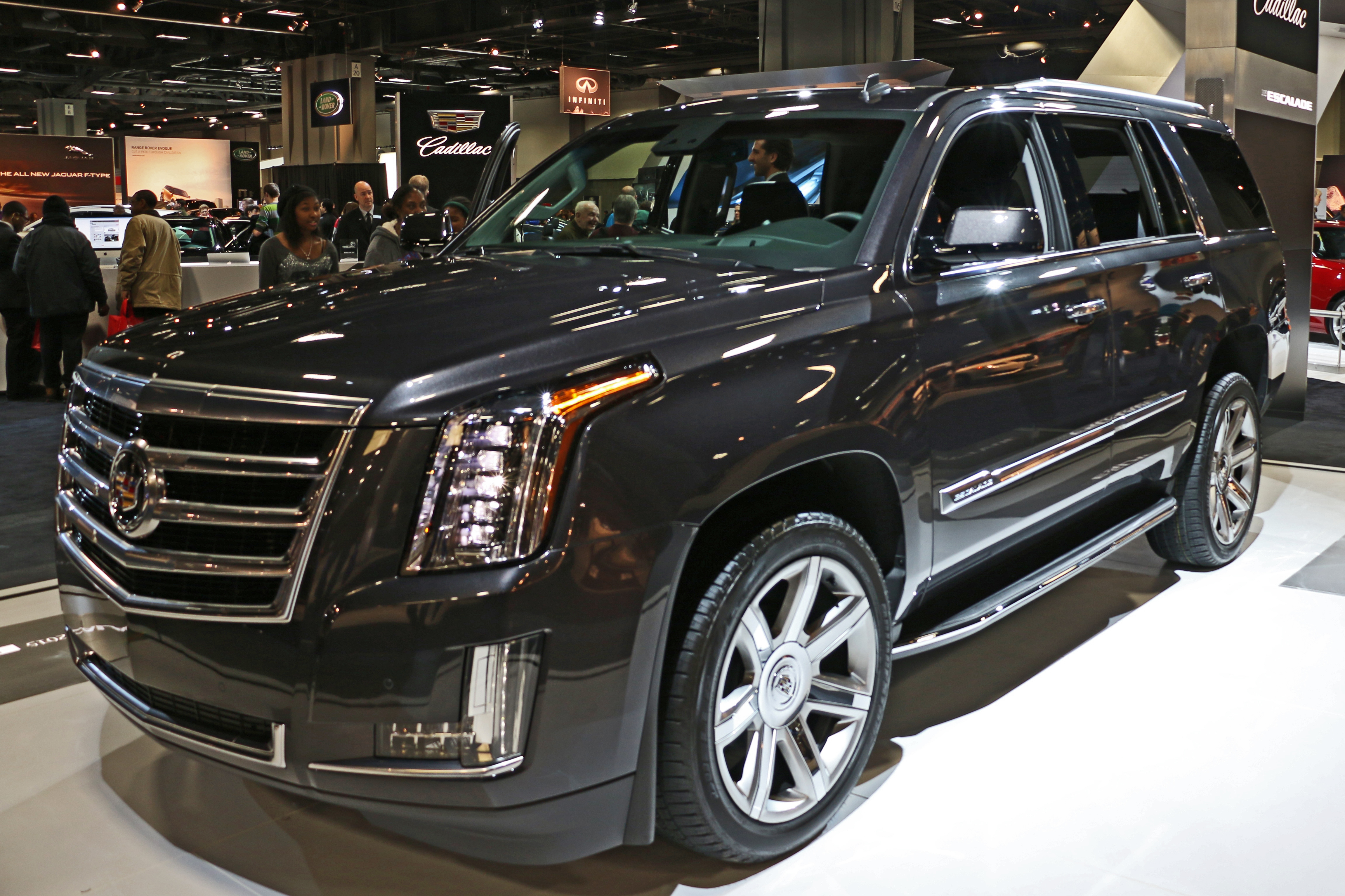
キャデラック・エスカレード

キャデラック（英: Cadillac）は、アメリカの自動車メーカーであるゼネラルモーターズが展開している高級車ブランドである。略称はキャディ（英: Caddy）。

## 概要

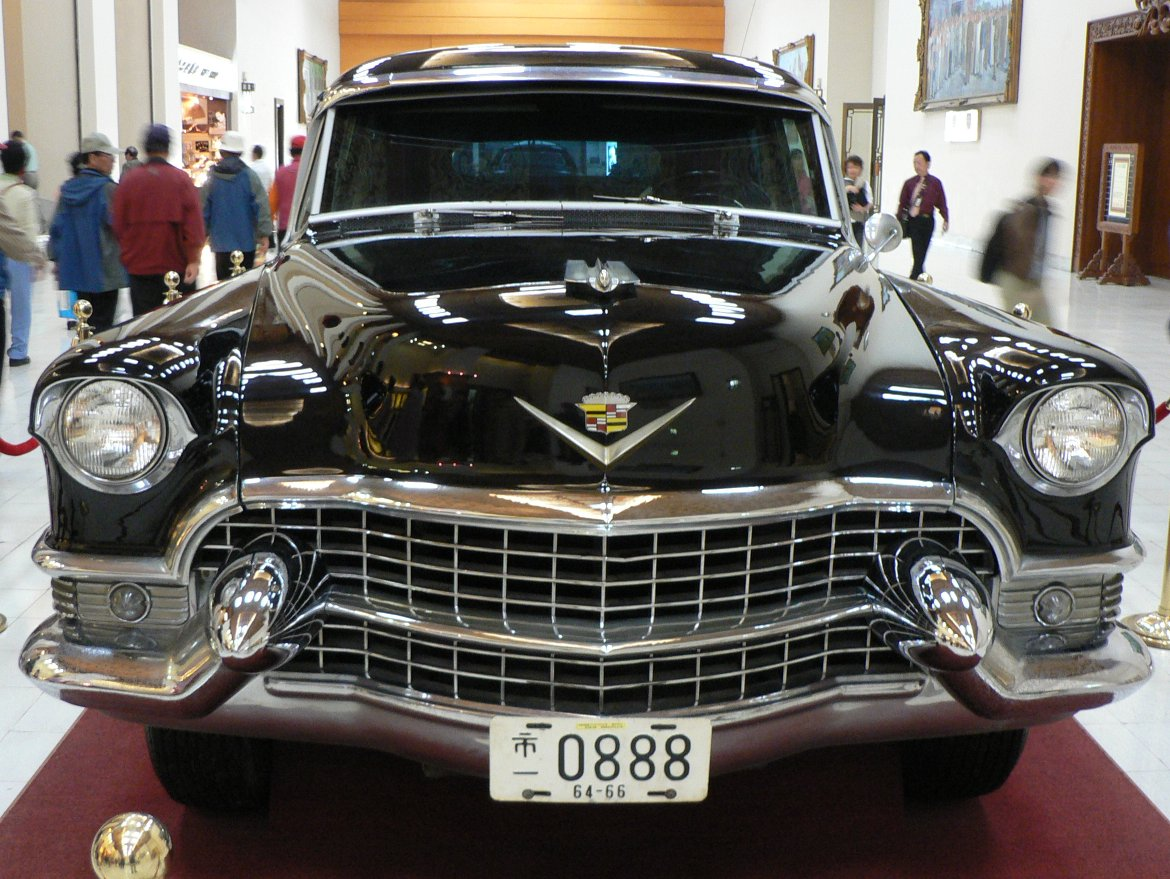
キャデラック・フリートウッド、中華民国の蔣介石総統専用車（1954年型）

イギリスのロールス・ロイスやドイツのメルセデス・ベンツ、アメリカのリンカーン、日本のレクサスなどと並び、アメリカのみならず、世界を代表する高級車ブランドとして知られている。　
またアメリカ合衆国大統領の専用車として、第一次世界大戦当時の第28代大統領ウッドロウ・ウィルソン以来、長年にわたりライバルのパッカード（現在は消滅）やリンカーンとともに使用されている他、多数の国で王侯貴族や政府指導者の専用車として採用され、富裕層にも愛好されている。
キャデラックは長らくアメリカ本国市場がメインであり、一般ユーザー向けの販売に関しては、正規の輸出が事実上隣国のカナダと日本や中華民国、フィリピンなどの一部の東アジア諸国と、サウジアラビアやクウェート、アラブ首長国連邦などの親米的な中東諸国のみだったが、1990年代後半からヨーロッパ諸国への本格的進出を試みるようになった。なお、それまでも多くの車種がイギリスやフランス、ドイツなどへ並行輸入されている。
また、同時期に日本やイギリス向けに右ハンドル仕様車（セヴィル）を投入し、話題となった。2000年代には中華人民共和国やロシアなどの経済成長が著しい新興諸国にも進出。2007年には日本やイギリスと同じく右ハンドル・左側通行の南アフリカ共和国にも進出している。

## 沿革

### 設立

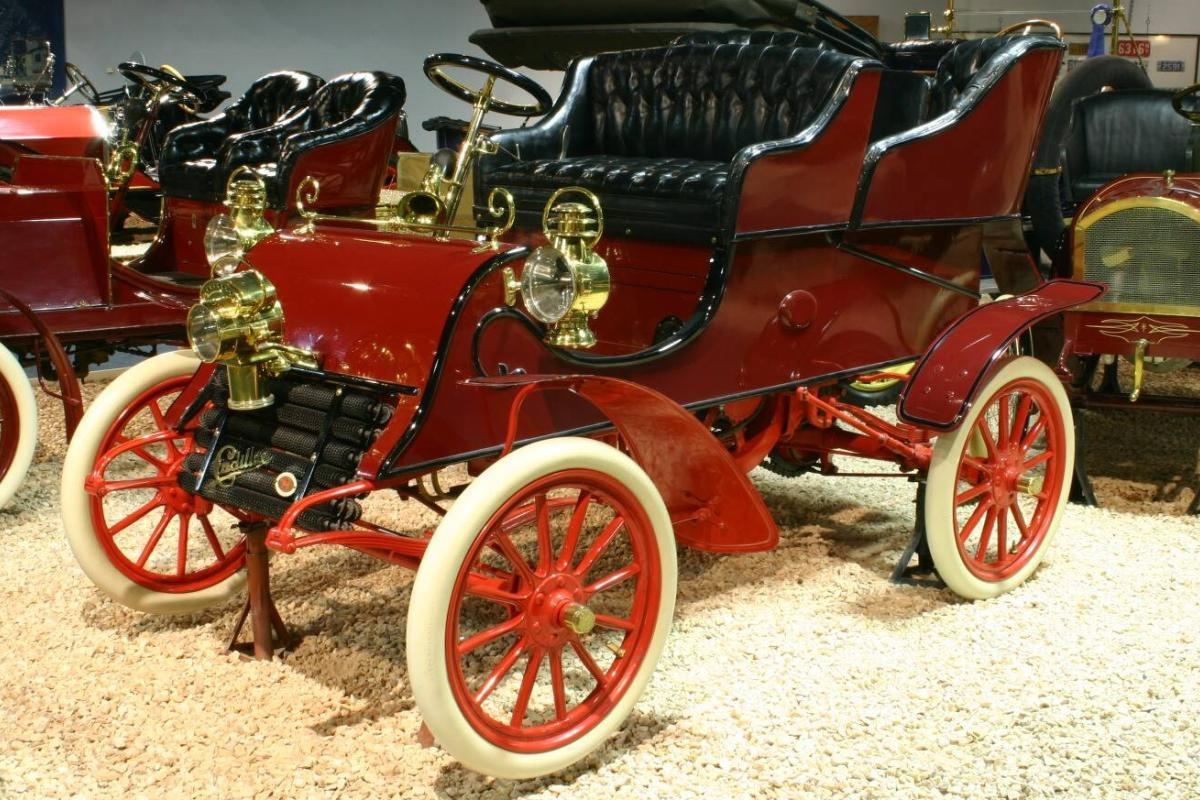
モデルA（1903年）

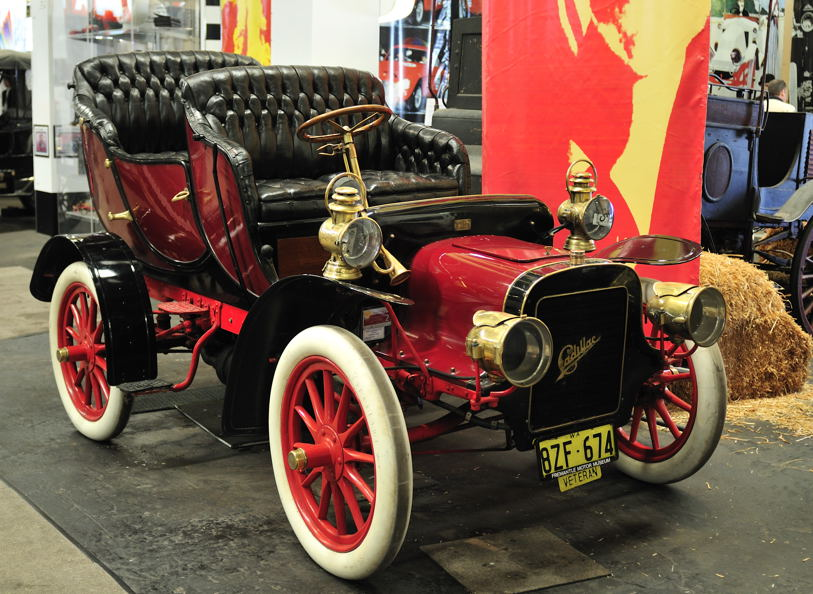
モデルM（1906年）

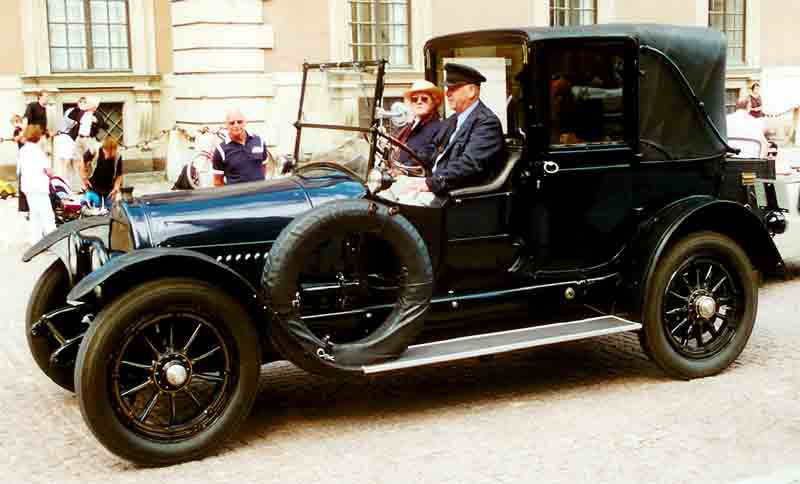
57V8（1917年）

1899年にヘンリー・フォードを擁してヘンリー・フォード・カンパニーが設立されたが、フォードは経営陣との対立で会社を去り、1902年、機械メーカーの工場長であったヘンリー・マーティン・リーランドが請われて後任となった。
デトロイトを開拓したフランス貴族アントワーヌ・ロメ・ドゥ・ラ・モト・シュール・ドゥ・カディヤック (Antoine Laumet de La Mothe, sieur de Cadillac) に因んで社名とブランドを「キャデラック」に変更し、1902年10月に一号車を完成し、1903年から自動車の本格生産を開始した。

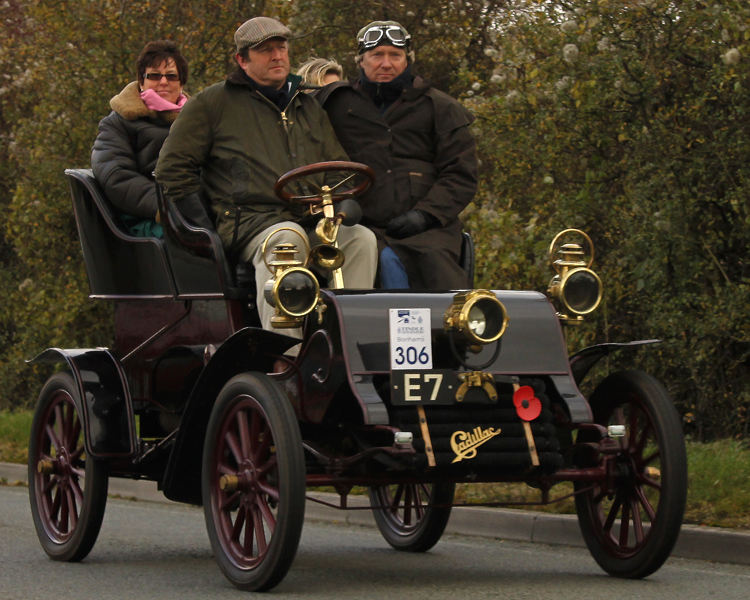
Cadillac 6 1/2HP Tonneau 1903
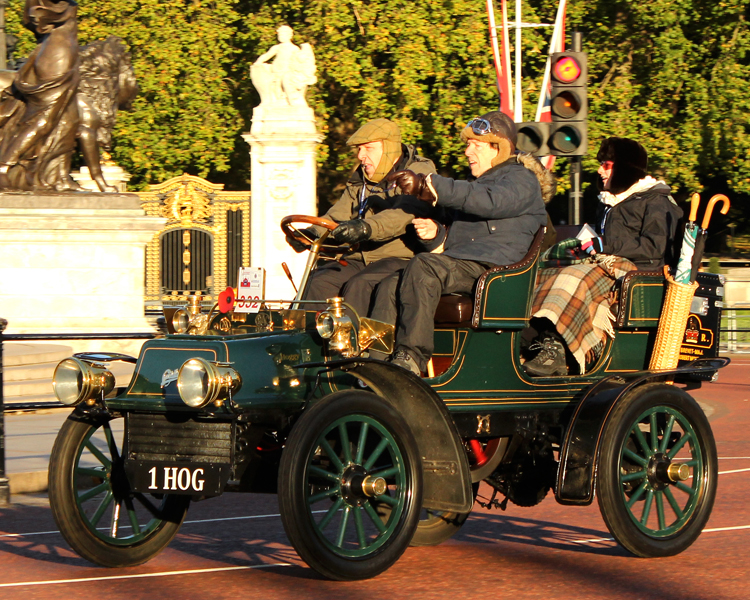
Cadillac 8 1/4HP Surrey 1904
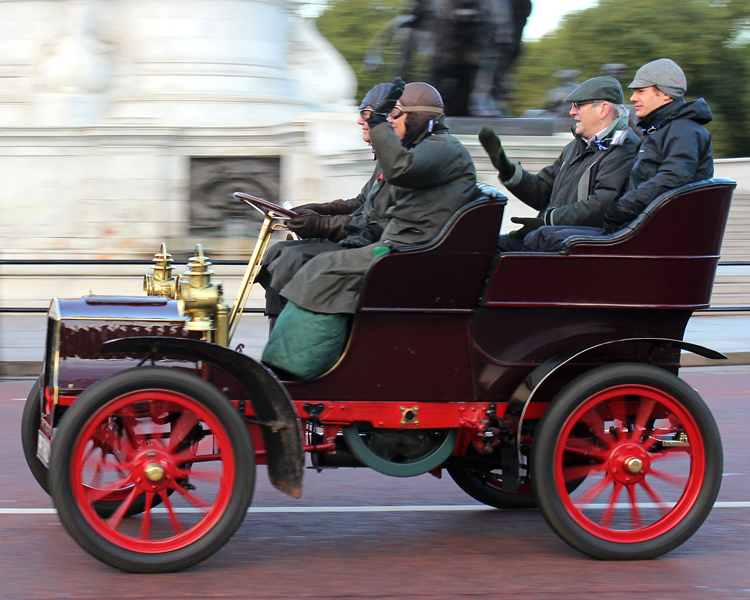
Cadillac 10HP Tonneau 1904
Cadillac 6 1/2HP Rear-entrancetonneau 1904
Cadillac 8 1/4HP Detachable-toplimousine 1904
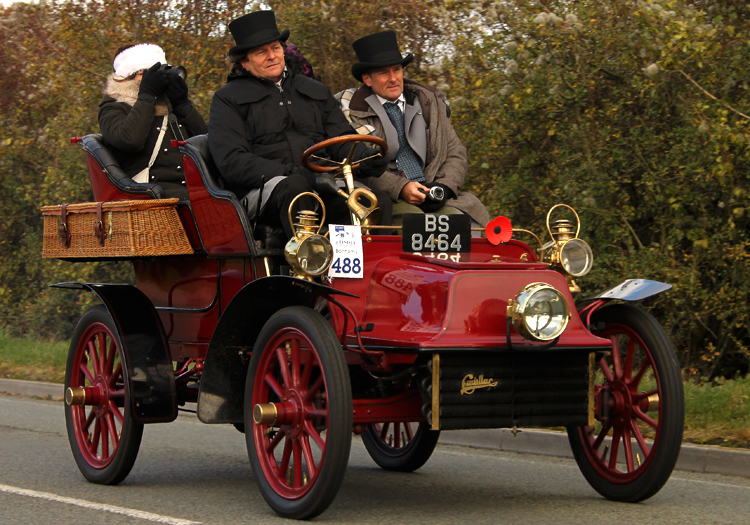
Cadillac 8 1/4HP Tonneau 1904
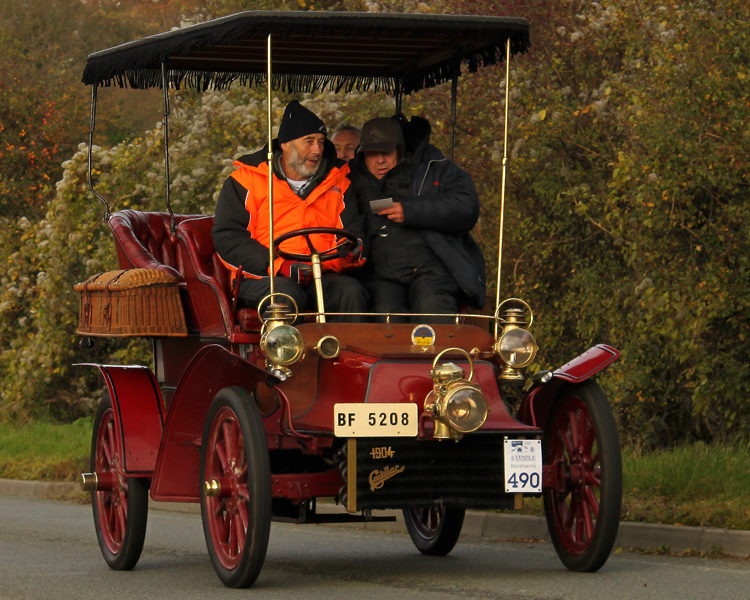
Cadillac 8 1/4HP Tonneau 1904
Cadillac 8 1/2HP Tonneau 1904
Cadillac 10HP Tonneau 1904
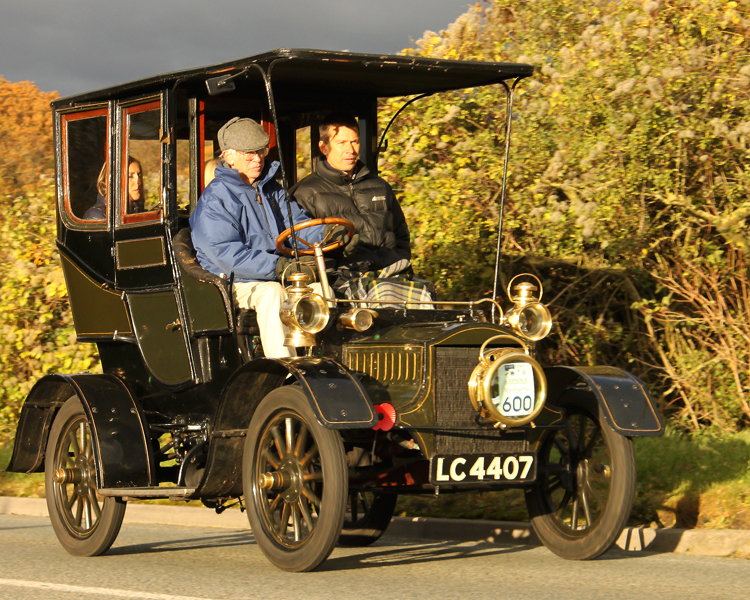
Cadillac 9HP Limousine

### 高品質
リーランドは精密加工技術の権威であり、その指導のもとに作られたキャデラックは高品質であるだけでなく、黎明期に手作りで作られていた自動車の欠点であった部品互換性の悪さを最初に克服した自動車の一つとなった。1908年には、イギリスの王立自動車クラブ（RAC）による部品互換性テストに合格して、RACから「デュワー・トロフィー」を受賞している。
1909年にはゼネラルモーターズ（GM）の設立者であるウィリアム・C・デュラントの求めに応じてGMグループ入りし、以後はGMの最高級レンジを担うモデルとして生産されている。

### リーランドの離別
リーランドは第一次世界大戦中に連合国軍を応援するための軍需品製作をしないGMに愛想を尽かし、リバティエンジンを製作するために自身でリンカーン社を設立した。
この会社は第一次大戦後高級車を製作したが、すでに大衆車の時代でありフォード・モーターに破格の値段で買収され、フォードの経営の元で安定を得、ブランドとしてキャデラックのライバルとなった。

### 先進技術の採用
キャデラックの特徴として、古くより、先進技術を積極的に取り入れたことが挙げられる。特に、世界初の実用的なセルフスターターの搭載（1912年）は初期における顕著な功績である。
これ以降にも、世界初の量産V型8気筒エンジンやV型16気筒エンジン、シンクロメッシュ・ギアボックス、ダブルウィッシュボーン式前輪独立懸架の実用化、パワーステアリング、ヘッドランプの自動調光システム、エア・コンディショナーの搭載など、近代の乗用車の技術革新に大いに貢献し、これらの新技術はのちにヨーロッパや日本をはじめとする世界各国の自動車会社が模倣するようになった。なお、キャデラックは世界で唯一「デュワー・トロフィー」を2回受賞した会社となった。

### 高級車の代名詞

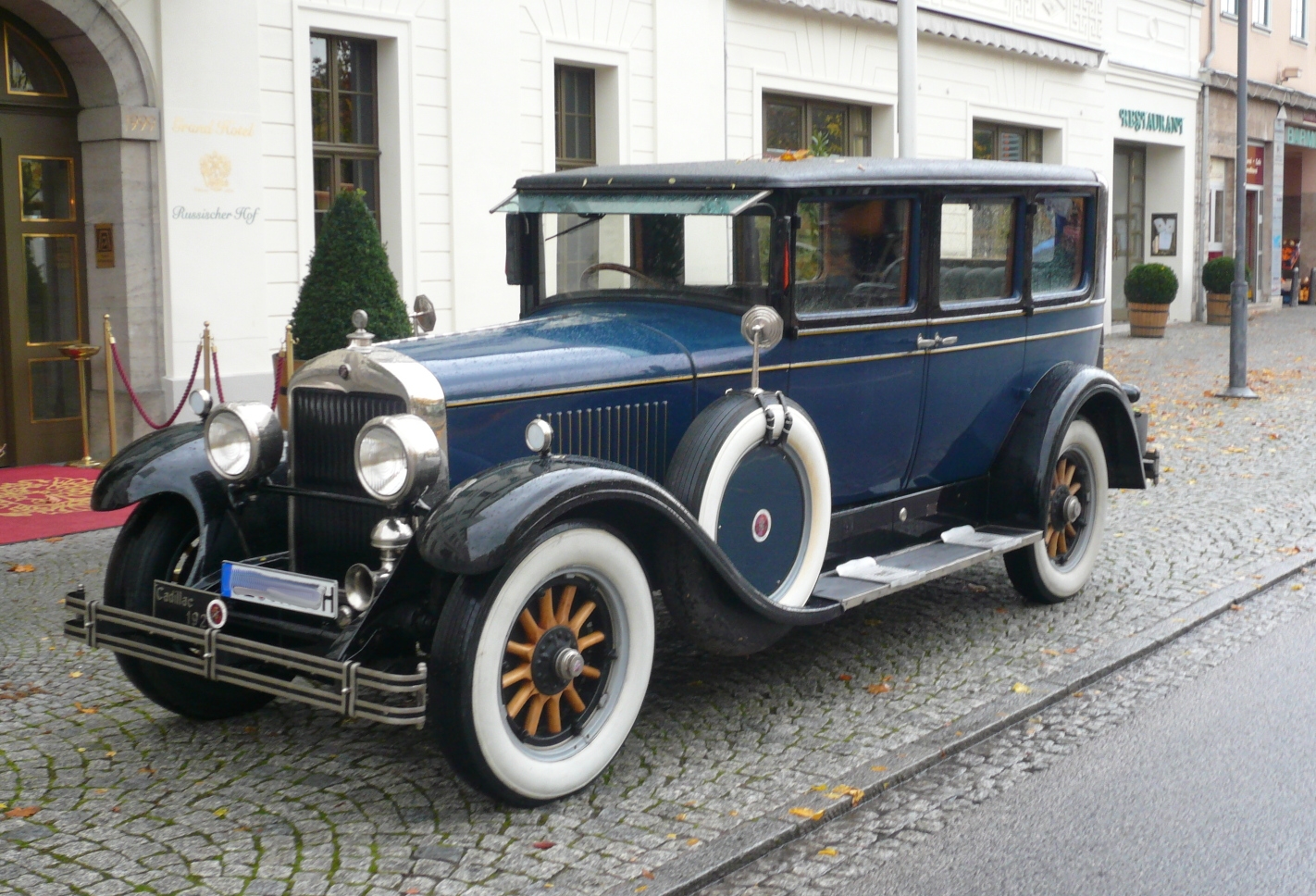
モデル314（1926年）

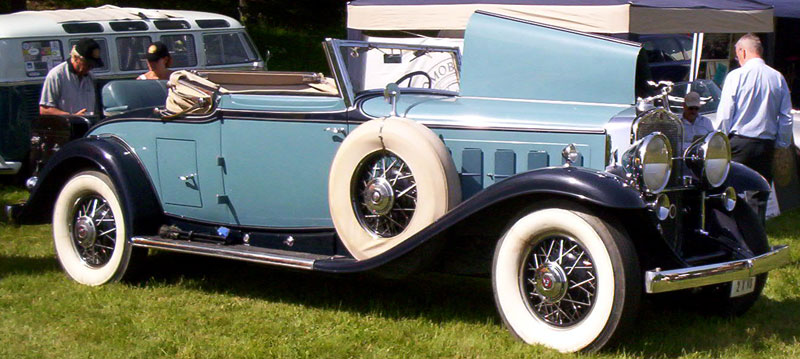
V16ロードスター（1931年）

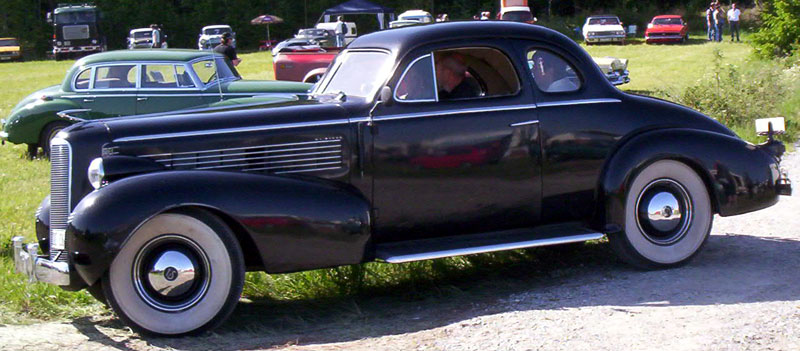
ラ・サール・38クーペ（1938年）

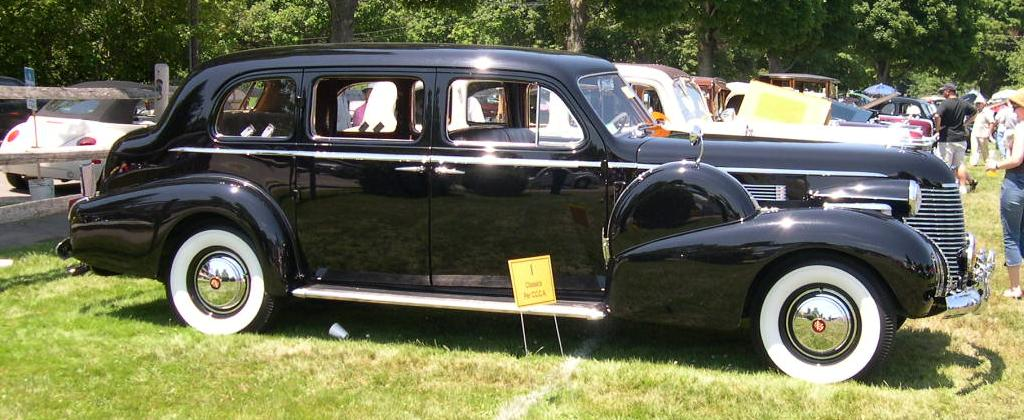
75セダン（1940年）

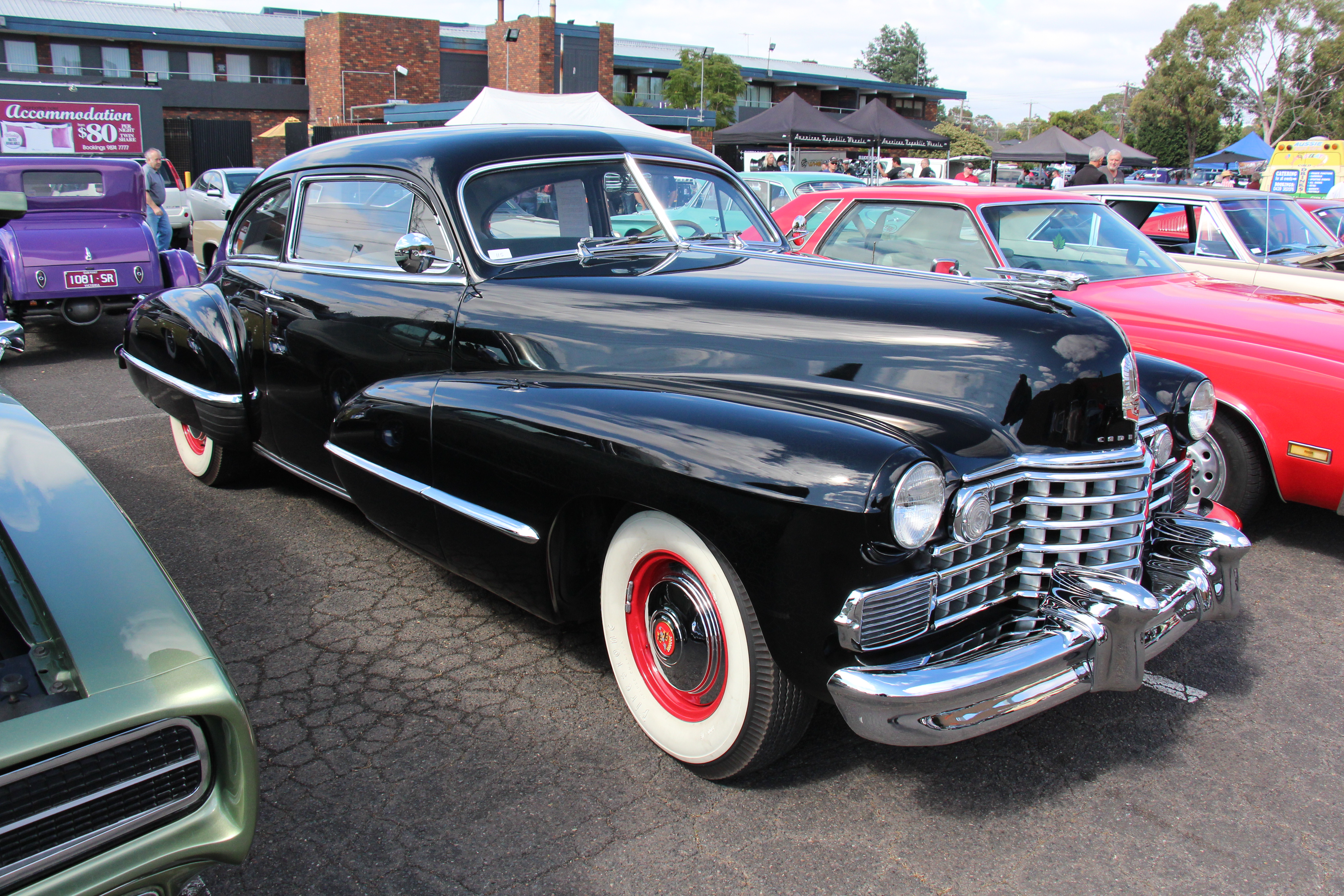
1942年型シリーズ62・2ドアクーペ

これらの世界の最先端を行く先進技術の導入により、世界各国で高いブランドイメージを確立した1920年代から1930年代にかけては、歴代のアメリカ大統領や各国の王侯貴族から、ベーブ・ルースやジョー・ルイスなどのスポーツ選手、更にアル・カポネのようなマフィアまでが愛用し、ヨーロッパのロールス・ロイスやイスパノ・スイザ、アメリカのデューセンバーグやパッカードなどと並び、高級車の代名詞的存在となった。
これらの裕福なオーナーの多くは、V型16気筒エンジンを搭載したシャシにそれぞれのお気に入りのコーチワーカーでボディを架装し、同時に上記のような最新技術をオプションで装備させ、自らの好みの1台に仕上げた上にコンクール・デレガンスに出品し、その豪華さを競い合った。

### 「ラ・サール」
1928年からは兄弟ブランドである「ラ・サール」を設立し、年々豪華さを増してゆくキャデラックより内外装の装飾を簡略化した廉価なモデルを発売することで、新たなユーザー層の獲得を狙った。
当初より販売は好調で、ラインナップを増やしていったものの、ビュイックやオールズモビルなどの、GMグループ内の他の中位ブランドとの競合などの理由から1940年に廃止された。

### 大恐慌後
1930年には世界初の乗用車向けV型16気筒エンジンを発売し、ラインナップを拡充したものの、前年に起きた世界大恐慌により1930年代前半の販売台数は、他の自動車会社とともに低迷を続けることとなった。しかしその後、フランクリン・ルーズベルト政権によるニューディール政策の導入などにより、アメリカ国内の経済が回復してきた1930年代後半にはその販売台数は回復し、流麗な大型ボディにV型8気筒やV型12気筒の大排気量エンジンを搭載した高級車を作り続けた。
1939年、GMは世界初となる自動変速機「ハイドラマチック」(Hydra-Matic)を実用化。オールズモビルに有料オプションでの搭載を始めた。キャデラックでは1942年型から採用された。ハイドラマチックは前進4段・後進1段変速で、後に主流となる機能を概ね備えている。また戦後のことになるが、ハイドラマチックとその改良型はGM車はもとよりフォードなど他のメーカーにも採用され、自動変速機の普及の鏑矢となった。

### 第二次世界大戦

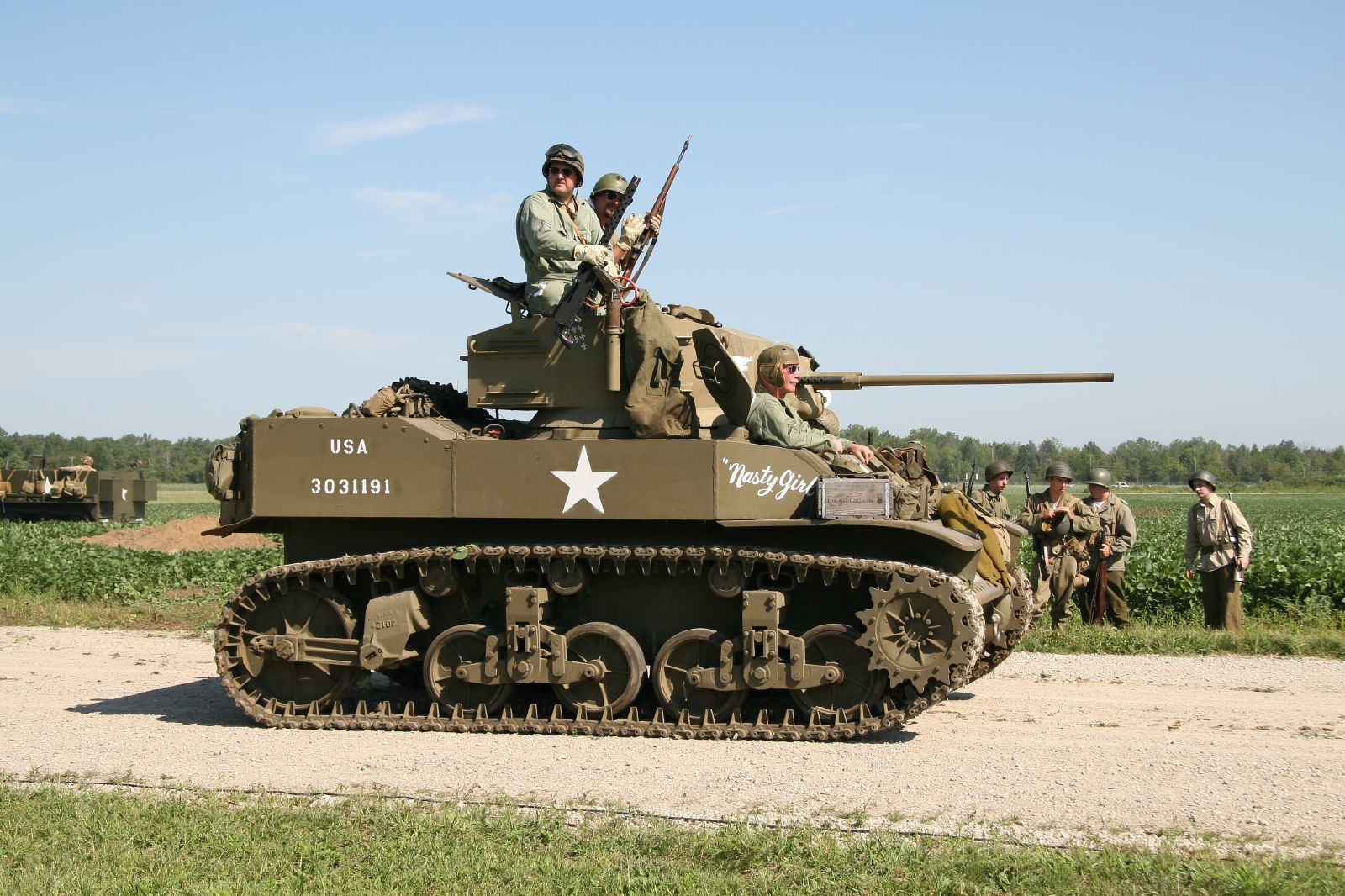
キャデラックのV8エンジンと自動変速機を搭載したM5軽戦車

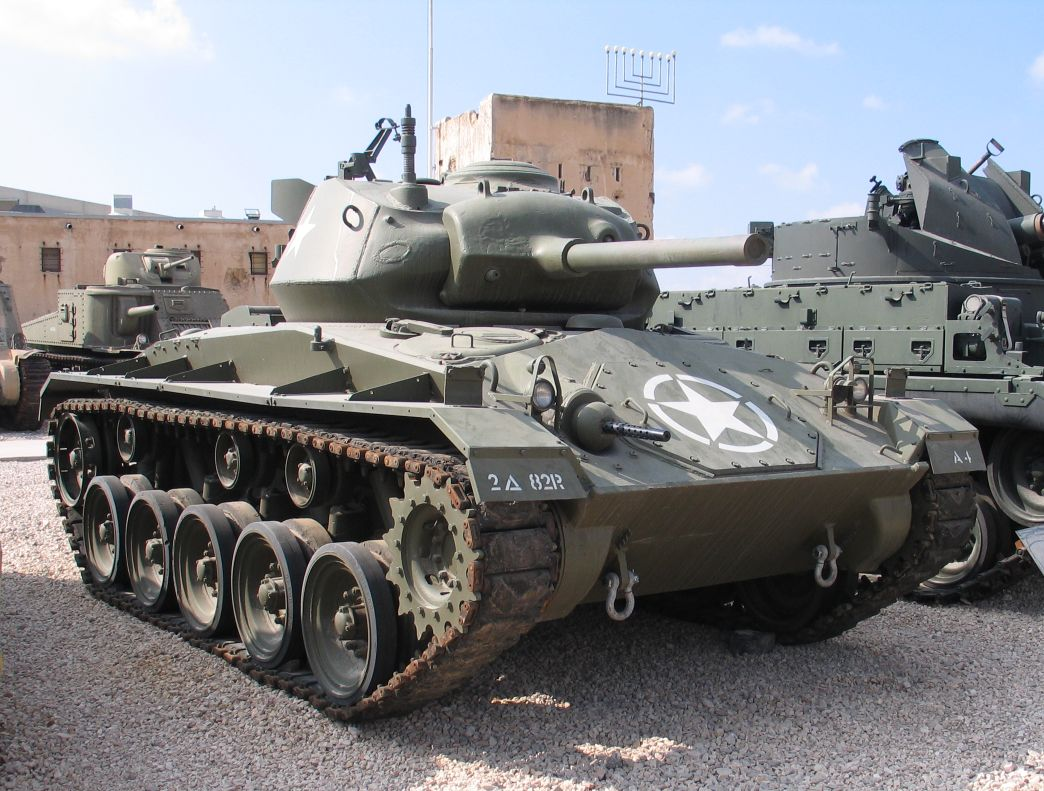
M24軽戦車

好調な販売を続けるかに思えたものの、1939年9月の第二次世界大戦開戦と1941年12月のアメリカの第二次世界大戦への参戦により、アメリカが戦時体制下に入ったことを受けて新モデルの開発は凍結された。さらに戦時体制下で燃料の配給制が導入されたことを受けて、燃費に難があるV型16気筒エンジンも廃止されることとなった。1942年も市販乗用車の生産が行われたが、生産期間は本格的な戦時体制へと移行するまでの間に限られた。生産台数は戦前と比べれば少なくなっており、1941年のキャデラック全車種の生産台数が66,130台であったのに対し、1942年型は16,511台に留まった
このように市販車の開発や生産が凍結された一方でGMの車両工場は兵器工場へと転用され、キャデラック部門の工場も兵器の生産に携わった。また兵器の生産を請け負うのみならず、兵器にキャデラックの部品を流用したものもあった。例えばM5軽戦車のエンジンにはキャデラックのV8ガソリンエンジンとハイドラマチックが採用された。またM5の後継であるM24軽戦車の生産も手掛け、引き続きV8ガソリンエンジンとハイドラマチックが採用されている。
なお、第二次世界大戦中においても、アメリカ政府の上層部をはじめ、ドワイト・D・アイゼンハワーやダグラス・マッカーサーなどのアメリカ軍の指導部もキャデラックを利用していたこともあり、モデルチェンジを行わないまま少数の生産が続けられた。

### 戦後型

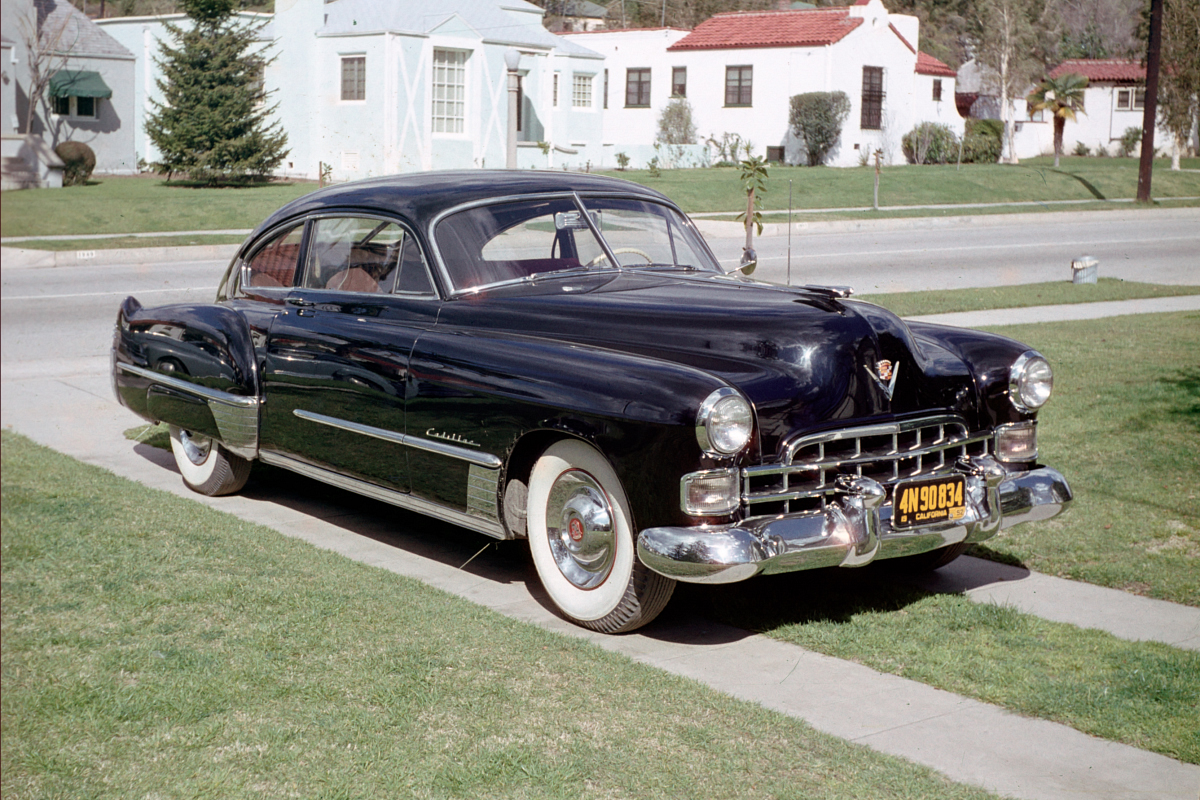
シリーズ62クラブクーペ（1948年）

1945年8月の第二次世界大戦の終戦後暫くは、戦前型のマイナーチェンジモデルを作り続けることとなったが、初の本格的な戦後型として終戦直前より1から開発された1948年型は、当時のGMのデザイン担当副社長のハーリー・アールの薫陶を受けたフランクリン・Q・ハーシェーによって、自動車業界初の曲面ガラスとピラーレスハードトップ、そしてロッキードP-38戦闘機をモチーフにし、その後世界的に流行したテールフィンを備えた先進的なデザインを施され、大きな反響を呼んだ。
なおこの頃より、当時のGMの会長であるアルフレッド・スローンによって発案され1949年から開始された、GMが自社のコンセプトカーをアメリカ国内にくまなく展示するために開催した巡回式モーターショーである「モトラマ」向けに開発したコンセプトカーのデザインを取り入れることが多くなった。
また、好景気による販売台数の増加や新技術の進展を受けて、「イヤーモデル」というかたちで、「モトラマ」で発表された新デザインのモチーフを取り入れた意匠変更や、新技術の導入を行ったモデルチェンジをほぼ毎年行うようになった。

### 絶頂期

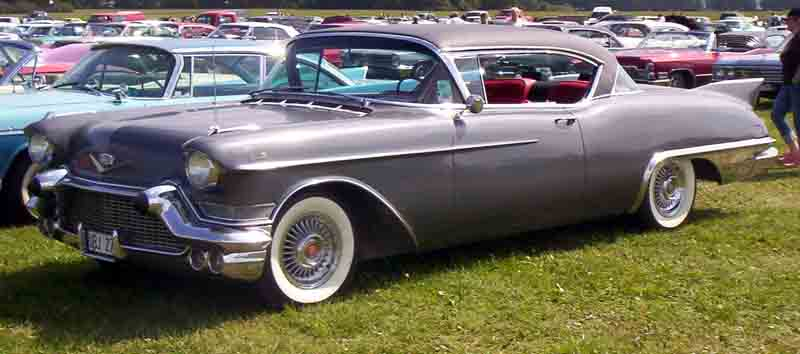
エルドラド セビル（1957年）

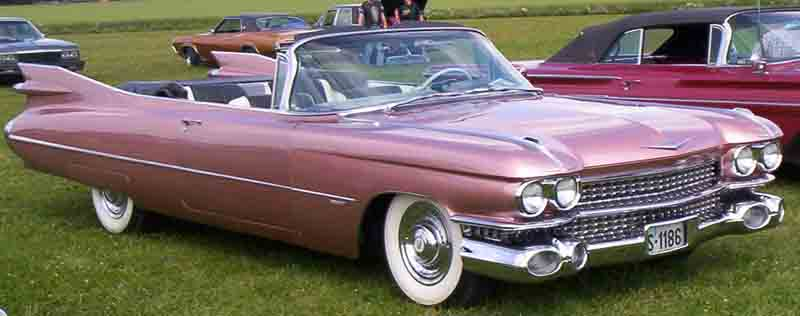
シリーズ62コンバーチブル（1959年）

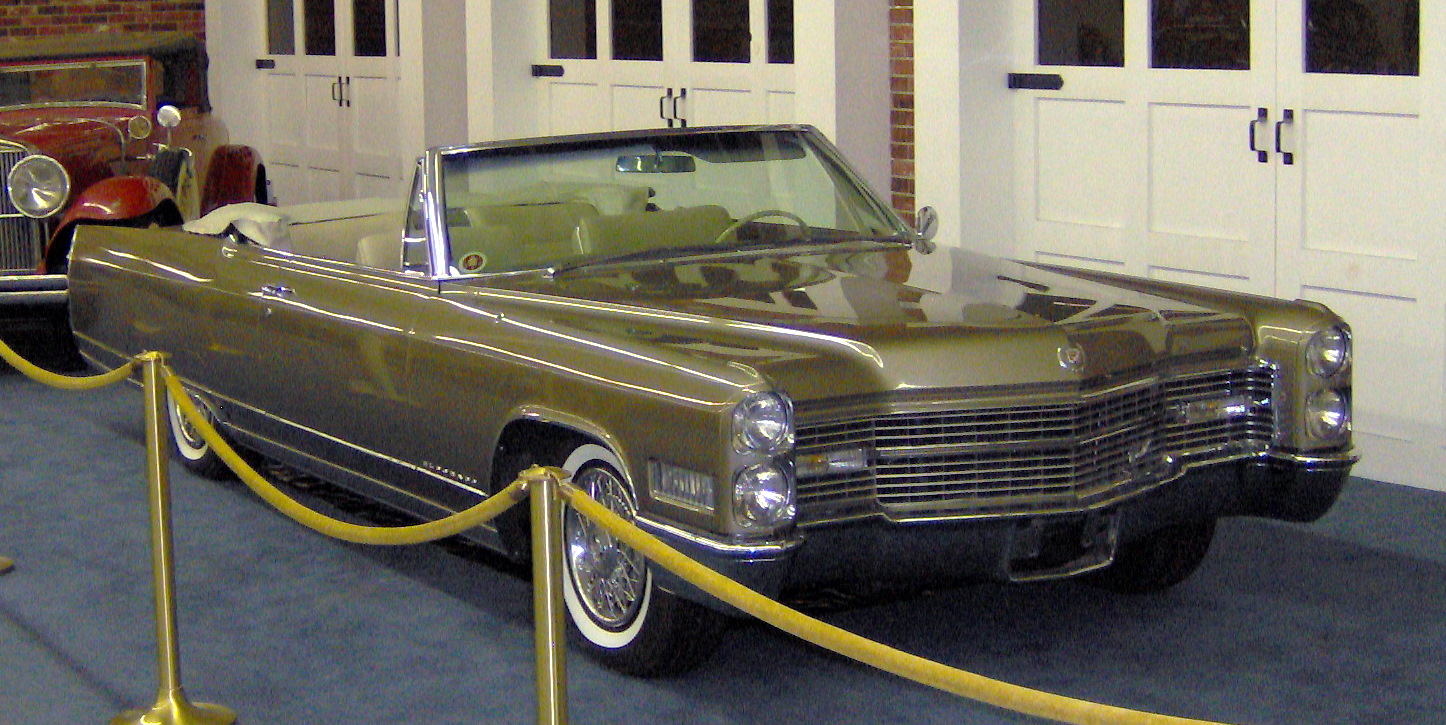
フリートウッド エルドラド（1966年）

さらに1950年代に入ると、クロームメッキを多用した「ダグマー・バンパー」と呼ばれるバンパー一体型のフロントグリルやデュアルヘッドランプ、更に巨大化したテールフィンなどの豪奢なエクステリア・デザインと、エア・サスペンション、パワーステアリング、電動トランクオープナー/クローザー、自動調光ヘッドランプなどの当時の最新技術を備えた新型モデルを、矢継ぎ早に市場に投入した。
特にビル・ミッチェル（Bill Mitchell）、チャック・ジョーダン（Chuck Jordan）、デイブ・ホールスの指導の下、ジェット戦闘機とロケットをイメージしてスタイリングされた、6メートル近い全長に巨大なテールフィンとデュアルヘッドランプ、クロームメッキとホワイトウォールタイヤを備えた1959年型は、好景気に沸く1950年代のアメリカのアイコンの1つとなった。
ハーリー・アールの後を継いでビル・ミッチェルがデザイン担当副社長となった直後の1960年型からは、これまでとは打って変わって巨大なテールフィンや過剰なクロームメッキは姿を消したものの（巨大なテールフィンについては、消費者団体などからの批判があったことから、1960年代前半には他のブランドでも一斉に姿を消した）、イタリアのカロッツェリアであるピニンファリーナとのコラボレーションにより様々なショーモデルを発表し続け、そのデザインを市販車にも流用した。
特に1960年に就任したジョン・F・ケネディ大統領のファーストレディで、当時その優雅なファッションが世界各国から注目を集めていたジャクリーンからインスピレーションを受け、イタリアのピニンファリーナがスタイリングし、1961年のパリ・モーターショーで公開された「ブロアム・ジャクリーン」のデザインモチーフは、1960年代のキャデラックに数多く流用された。
その後もキャデラックの優雅なスタイルと最新技術は世界各国の高級車に大きな影響を与え続け、1970年代前半にかけては販売台数が増え続けただけでなく（なお、1973年には過去最高の販売台数を記録した）、その名声も絶頂期を迎え、エルビス・プレスリーやリベラーチェ、ジョー・ディマジオや宋美齢、アーガー・ハーン4世などの世界中の大富豪やセレブリティ、スーパースターらが愛用し、併せて多くのハリウッド映画にも登場したことで、アメリカ文化を象徴するアイコンとなった。

### 「セビル」

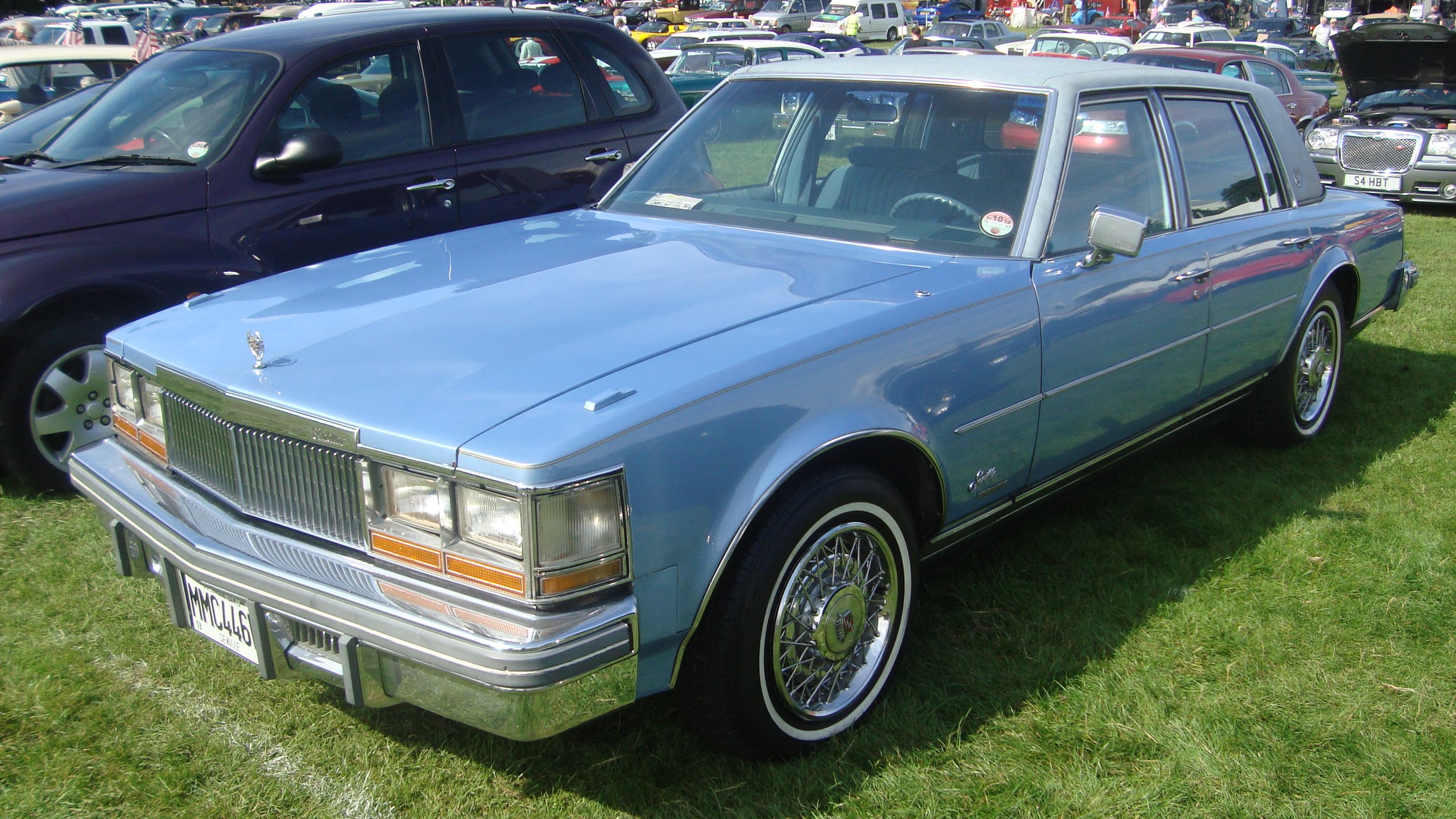
セビル（1975年）

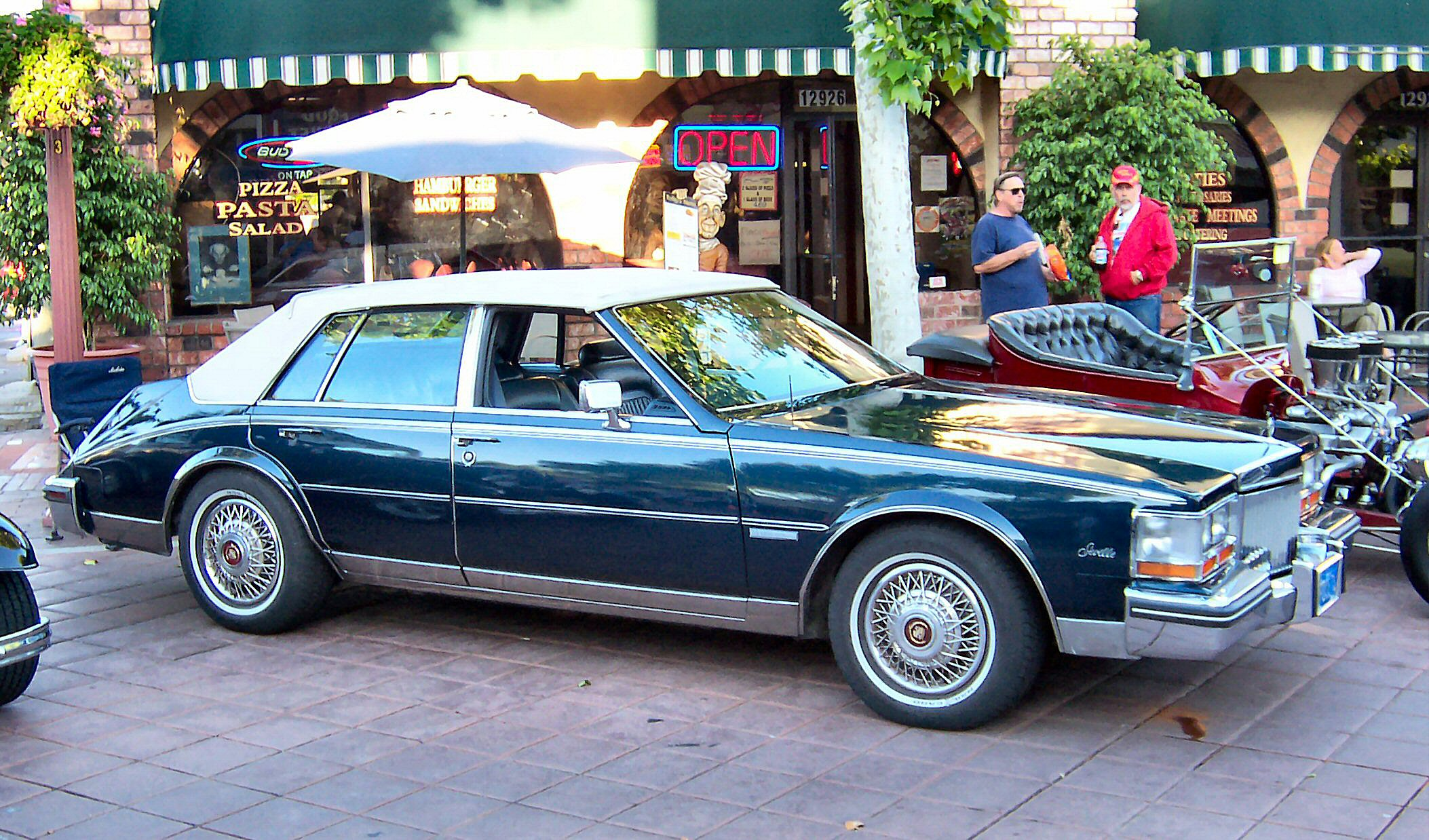
セビル（1980年）

1970年代前半に巻き起こったオイルショックの影響を受け、アメリカ市場でも要求されたダウンサイジング化と低燃費指向に対応すると同時に、アメリカ製高級車に比べてサイズが小さく、燃費に優れた（その上価格が高かった）メルセデス・ベンツの「コンパクト・クラス」（現Eクラス）やSクラス、BMWの5シリーズや7シリーズなどのヨーロッパ製の高級車への対抗車種として、1975年に「セビル」を発売した。
セビルは全長が5メートル強とサイズこそ小さくなったものの、内外装のスタイルはこれまでのキャデラックのものを踏襲し、優雅さを残していた。また装備面でも、キャデラックとして初の電子制御式燃料噴射装置を標準装備し、低燃費指向にも対応した設計であった。当時のキャデラックとしては最も価格が高かった（リムジンを除く）にもかかわらずヒットし、さらに1978年には、2トーンカラーや高級な革素材のシートなどを奢った上級バージョンの「セビル・エレガンテ」を追加した他、1979年にはイタリアの高級ファッションブランドである「グッチ」バージョンを販売するなど、キャデラックの看板車種の1つとなった。
1980年には、1930年代のダイムラーやロールス・ロイスを彷彿とさせるリアスタイルを持ち、前輪駆動化した他、シリンダー・カットオフ機構などの省燃費機能を導入した2代目に進化した。
2代目は、キャデラックとして初のディーゼルエンジンやトリップ・コンピューターなど数々の新機構を導入したことも、市場に好感を持って受け止められ、引き続き好調な販売を維持し続けた。

### 「シマロン」

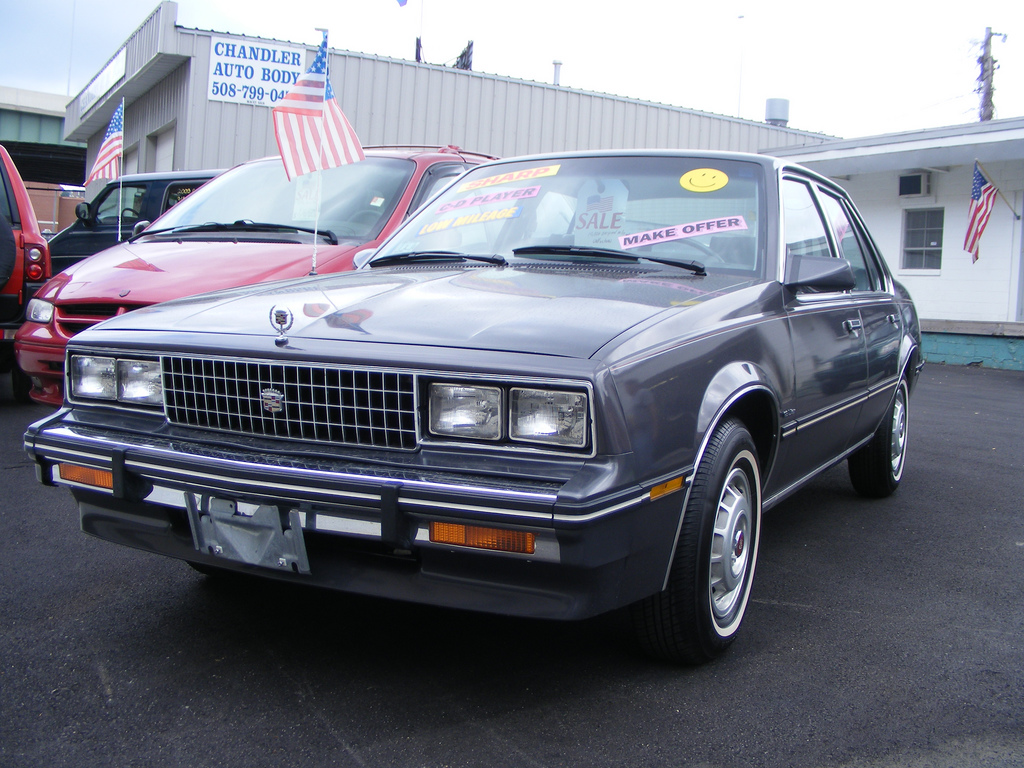
シマロン（1982年）

さらに1982年には、高価格セグメントへの参入を狙っていた日本車や小型ヨーロッパ車との競合やキャデラックのオーナー層の高齢化への対処、さらにアメリカ政府により各自動車メーカーに課された「CAFE（Corporate Average Fuel Economy=自動車会社ごとの平均燃費規制）」に対処するために、創業当初の1914年以来、67年ぶりの直列4気筒エンジンを搭載した上、ディーゼルエンジンを用意した。さらにシボレー・キャバリエやポンティアック・サンバード、ビュイック・スカイホークやいすゞ・アスカなどの他のGMの量販小型車で使用していた前輪駆動の「Jプラットフォーム」を流用した小型キャディラックである「シマロン」を導入した（導入当初は「シマロン・バイ・キャデラック」と称し、正式なキャデラックブランドとしては扱わなかった）。
シマロンはアメリカ市場の低燃費指向に対応した新世代の小型キャデラックとして、当時のアメリカにおける日本車の最上級車種であるトヨタ・クレシーダや日産・マキシマ、さらにメルセデス・ベンツ・190EやBMW 3シリーズ、アウディ4000などの上級小型ヨーロッパ車を主なターゲットとし、約12,000ドルとヨーロッパのライバル社に比べ廉価に設定しつつ、パワーステアリングやエアコンを標準装備し、さらに本革シートや自動調光ヘッドライトをオプション設定するなど、他の「Jプラットフォーム」のGMの小型車に比べ装備を充実することで差別化を演出していた。
しかし、部品共通化にこだわるあまり、キャバリエやスカイホーク、オールズモビル・フィレンザなどの他のGM車との差別化に失敗し、初年度から販売は低迷した。1983年には内外装を大幅に充実させ、さらに「キャデラック・シマロン」と改名し、1985年にはV6エンジンを追加導入した他、フロントグリルのデザインをほぼ毎年のように変えたにもかかわらず、基本的なデザインが変わらなかったこともあり販売的には大失敗に終わり、1988年には姿を消すこととなった。

### ダウンサイジングとFF化の進行

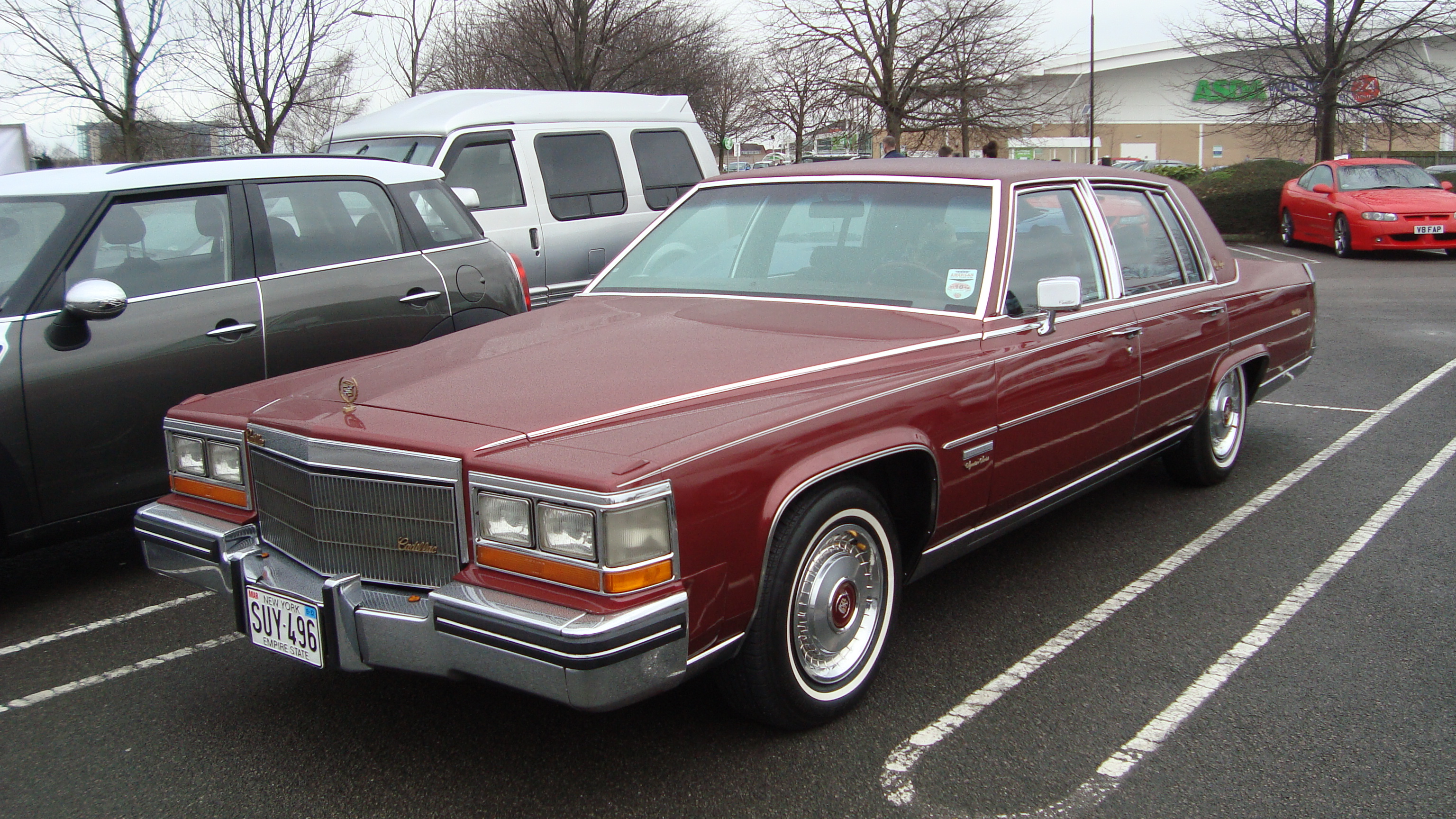
フリートウッド・ブロアム（1982年）

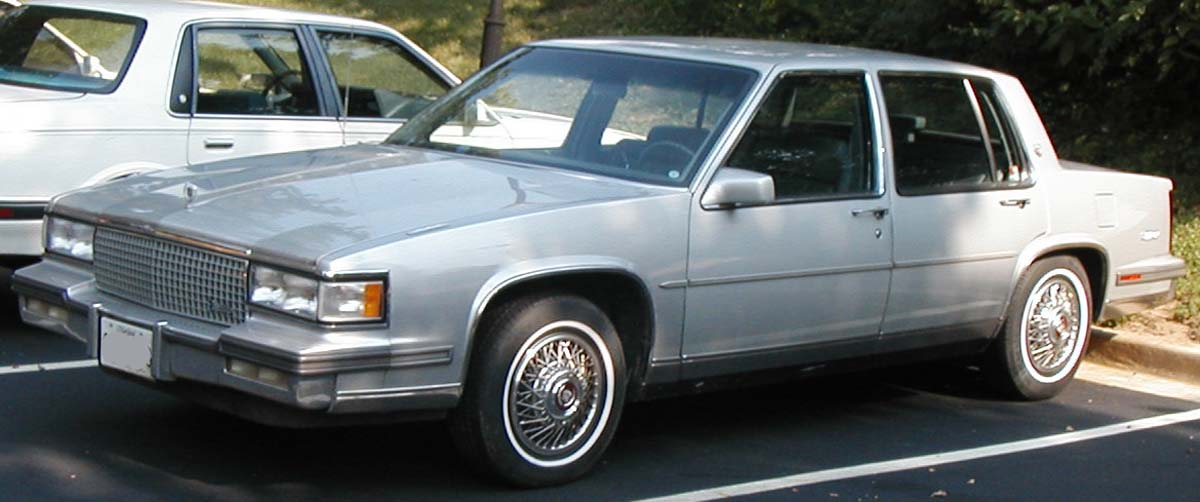
デビル（1985年）

セビルの成功とアメリカ市場における省燃費志向を受け、フリートウッド・ブロアムやエルドラド、デビル（当時の日本名フリートウッド・エレガンス）などの他の主力モデルも、相次いでダウンサイズおよびエンジンの小排気量化を進めることとなり、フルサイズのデビルは1985年に前輪駆動化を伴う大幅なダウンサイズを行う。
フリートウッドも1985年にFF化され、大幅なダウンサイズを行うとともにフレームボディからモノコックボディに変更されている（『80年代輸入車のすべて』三栄書房・55頁参照）。1986年もダウンサイズ前のものが在庫販売され、1987年からダウンサイズ前のフリートウッドは「ブロアム」に改名し販売された。
フリートウッド・ブロアムは1989年に同じくダウンサイズを行ったが、ダウンサイズ前のフリートウッド・ブロアムはフリートウッド同様ブロアムを後継にし続行生産された。さらに1980年の2代目セヴィルの登場と同時に、これまではフルサイズであったエルドラドはセビルとほぼ同じサイズにダウンサイズし、セビルの2ドアモデル的性格が与えられた。また、コンバーチブル人気の再燃を受けて久しぶりにコンバーチブルモデルが用意されることとなった。なお、セヴィルとエルドラドの関係は、1986年に登場した3代目セヴィルにおいても同様であった。

### 「アランテ」

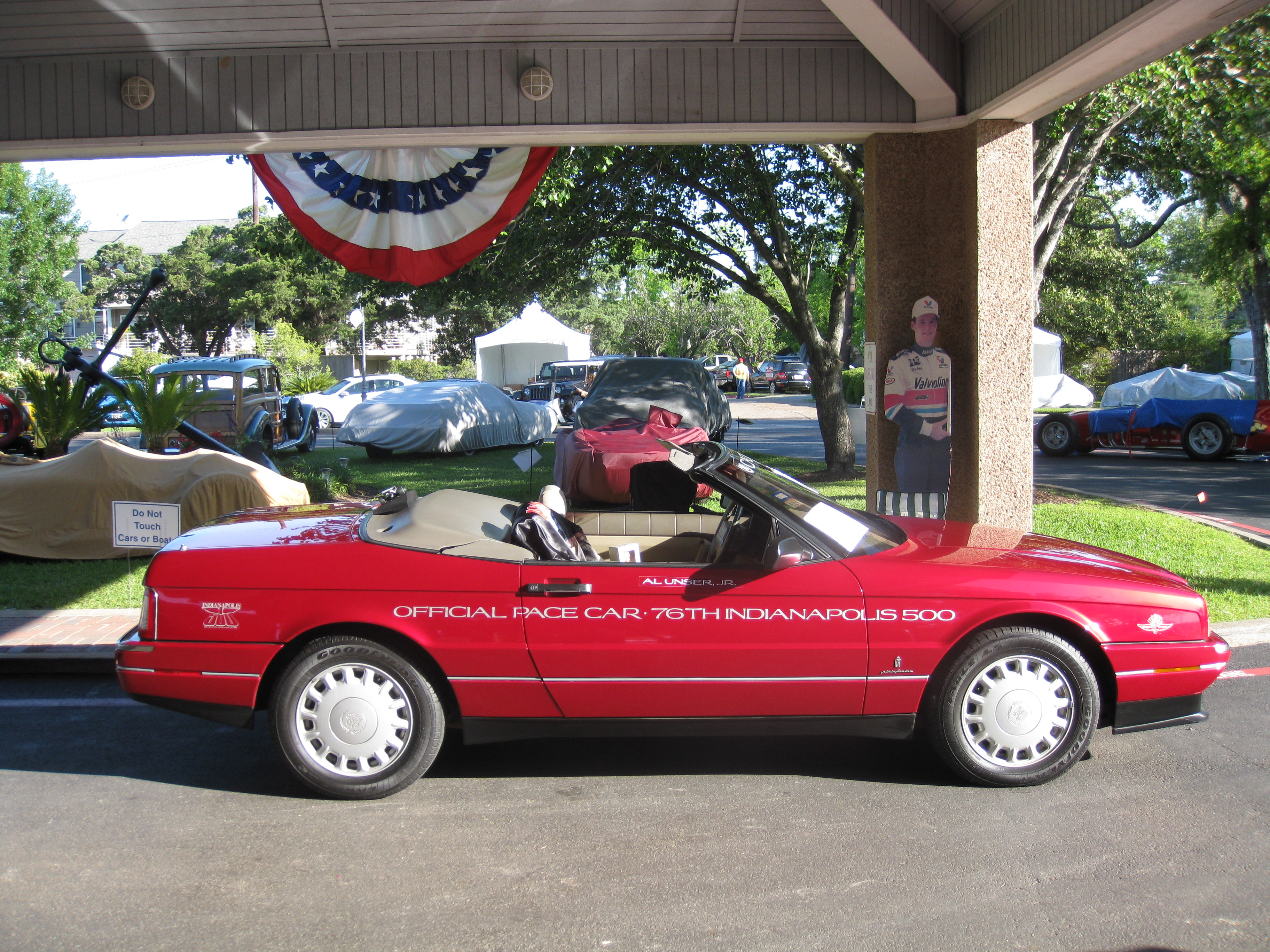
アランテ（1987年）

1987年には、アメリカ市場において高い人気を誇っていたメルセデス・ベンツSLクラスやジャガー・XJSなどのヨーロッパ製高級クーペ及びコンバーチブルの顧客を狙った、2人乗りコンバーチブルの「アランテ」を導入した。イタリアのピニンファリーナがデザインしたボディと、内外装の高品質な作りは好感を持って受け入れられた。また、翌年の「インディ500」のペースカーに採用されるなど、大規模なプロモーションも行った。
生産工程において、アリタリア航空のボーイング747-200Fの専用貨物機で半完成状態のボディをイタリアのピニンファリーナの工場に送り、内外装を仕立てた上でアメリカに送り返しエンジンとトランスミッションを備え付けるという工程を採用。この生産方式は「世界一長い生産ライン」と例えられた。そのため価格はエルドラドの約2倍の54,700ドルという、当時のキャデラックのラインナップで最高価格となったこともあり販売は伸びなかった。
1989年には4,500 ccのエンジンに切り替え、翌年にはトラクションコントロールを装備。さらに1993年には最新鋭の「ノーススター」4,600 ccエンジンを搭載し、ヨーロッパのライバル車種と同様の動力性能を獲得するなど、度重なるマイナーチェンジを行ったものの、売上は向上しないまま1993年に生産中止となり、後継車種は設定されなかった。

### 迷走

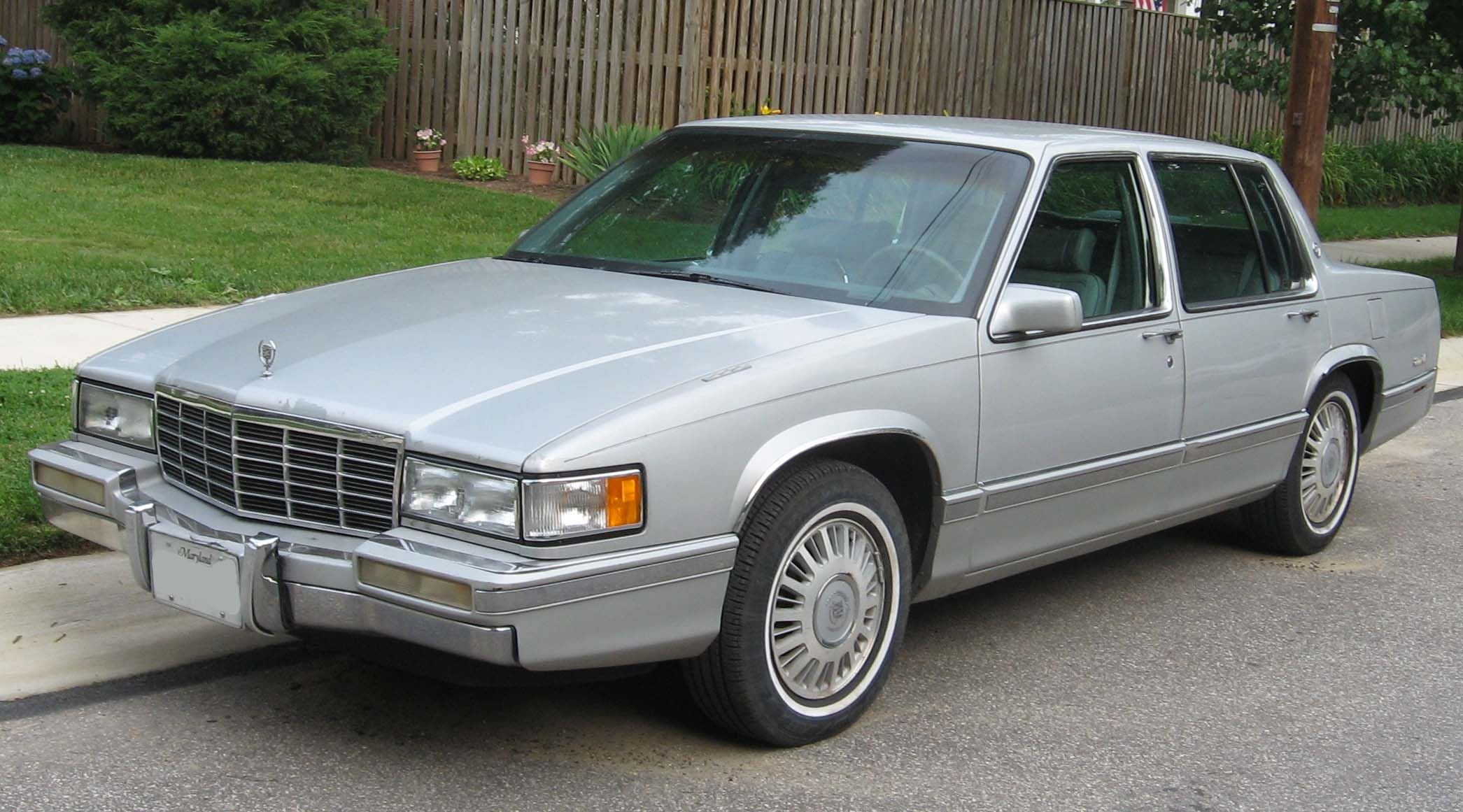
デビル（1989年）

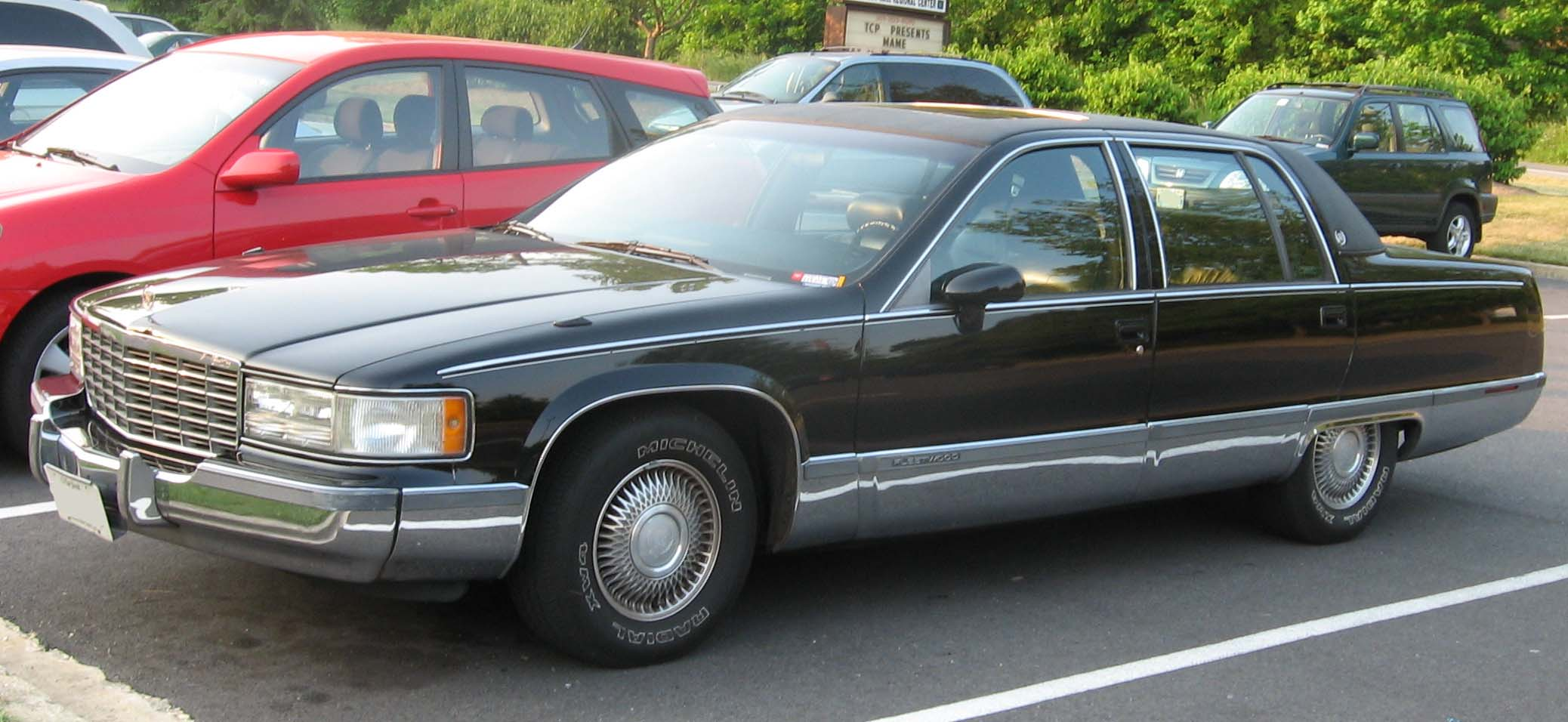
フリートウッド（1993年）

アランテの導入に先んじて1986年に導入された3代目セビルと、セビルと同時にモデルチェンジを行ったエルドラド、そしてデビルやフリートウッドなどの殆どの主力車種に対して更なるダウンサイズを進めるとともに、ビュイック・ルセーバーやオールズモビル・98リージェンシーなどの他ブランドの前輪駆動の量販大型車とプラットフォームをはじめとする大幅な部品共通化を行った。また同時に、法人需要やリムジンへの換装向けに多く使用されるフリートウッド・ブロアムやブロアムなどの一部車種を除くほとんどどの主力車種が前輪駆動化された（1990年代に後輪駆動に戻されたモデルもある）。
キャデラックは1940年代よりビュイックやオールズモビルの上級車種との部品共通化は行ってはいたものの、シマロン以降の行き過ぎた部品共通化と、前輪駆動モデルにおける急速なダウンサイジングは他のGMブランドとの間の差別化の失敗を招いたばかりでなく、同時に行ったコスト削減と急激な電子部品の多用は品質低化と故障の増加を招くこととなり、結果的にブランドイメージが下落した。
さらに1980年代後半に入ると、これまでの競合相手であったリンカーンやヨーロッパの高級ブランドのみならず、ホンダの上級ブランドである「アキュラ」や日産自動車の「インフィニティ」、トヨタの「レクサス」などの上級移行してきた日本車との直接競合にもアメリカを含む各国の市場でさらされるようになる。さらに、ブランドイメージの低下に合わせて、アメリカ市場における顧客の平均年齢が「65歳から老衰死者まで」といわれるほどに上昇することとなった。

### 復活

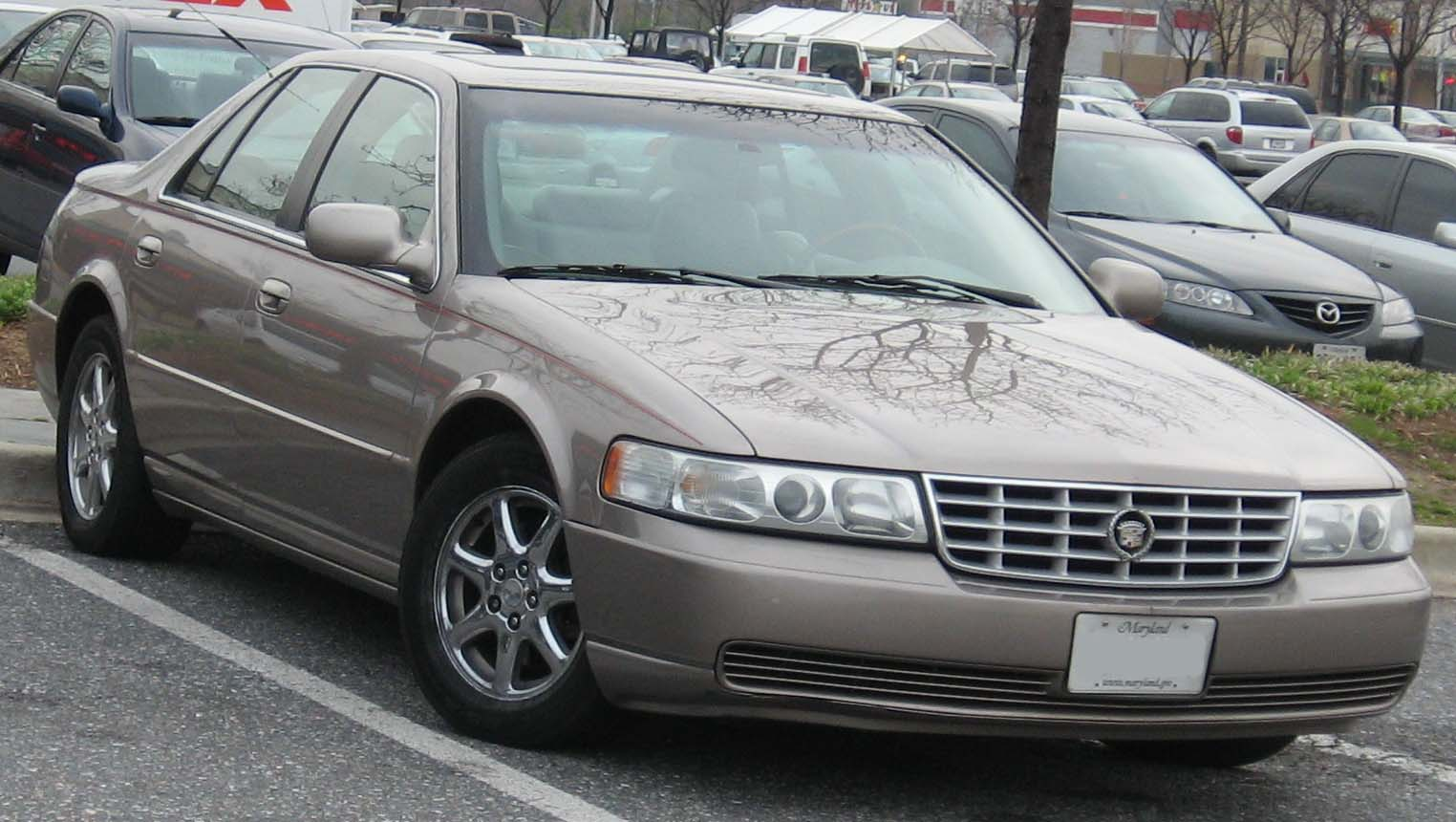
5代目セヴィル（1998年）

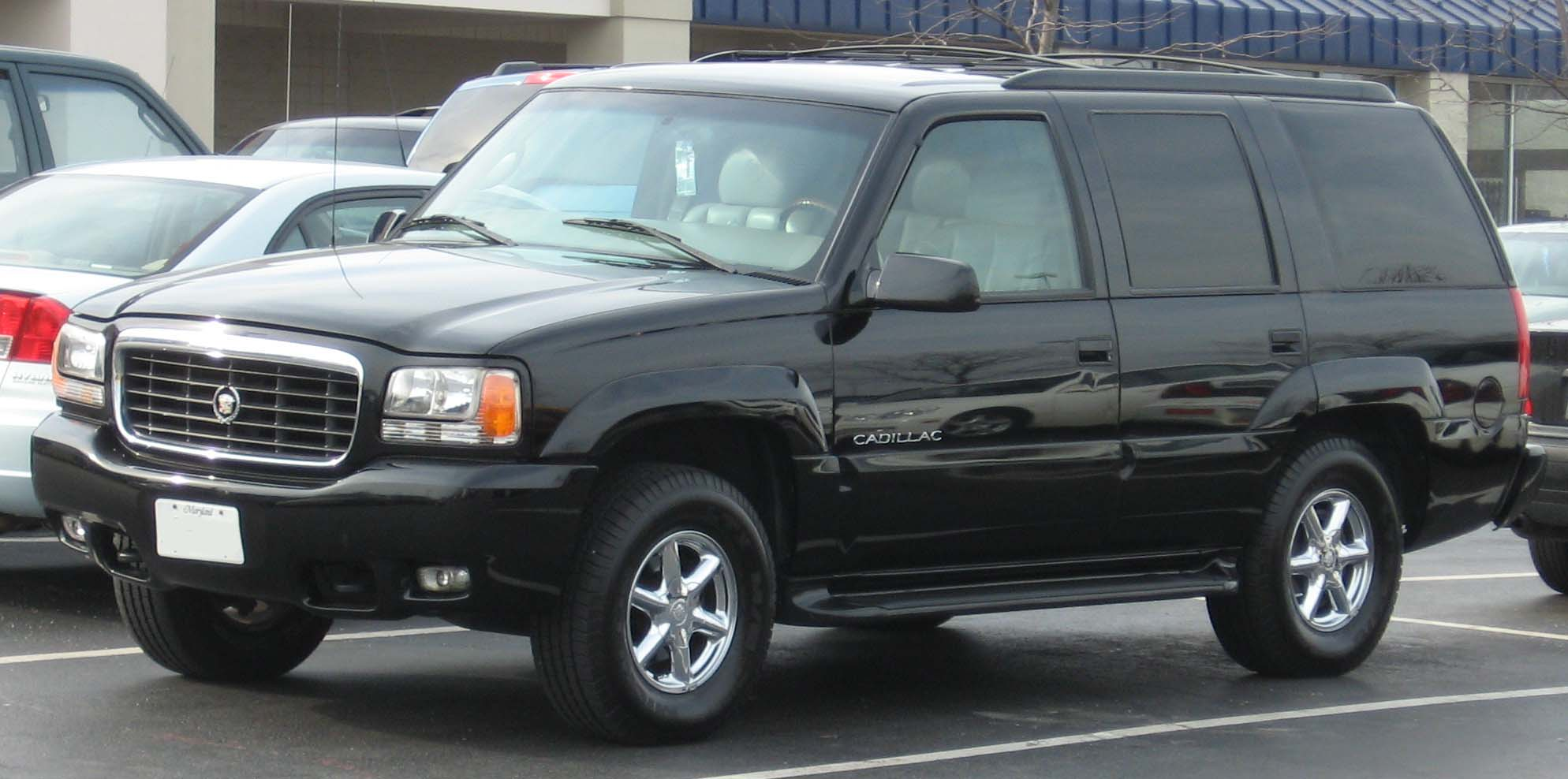
エスカレード（1999年）

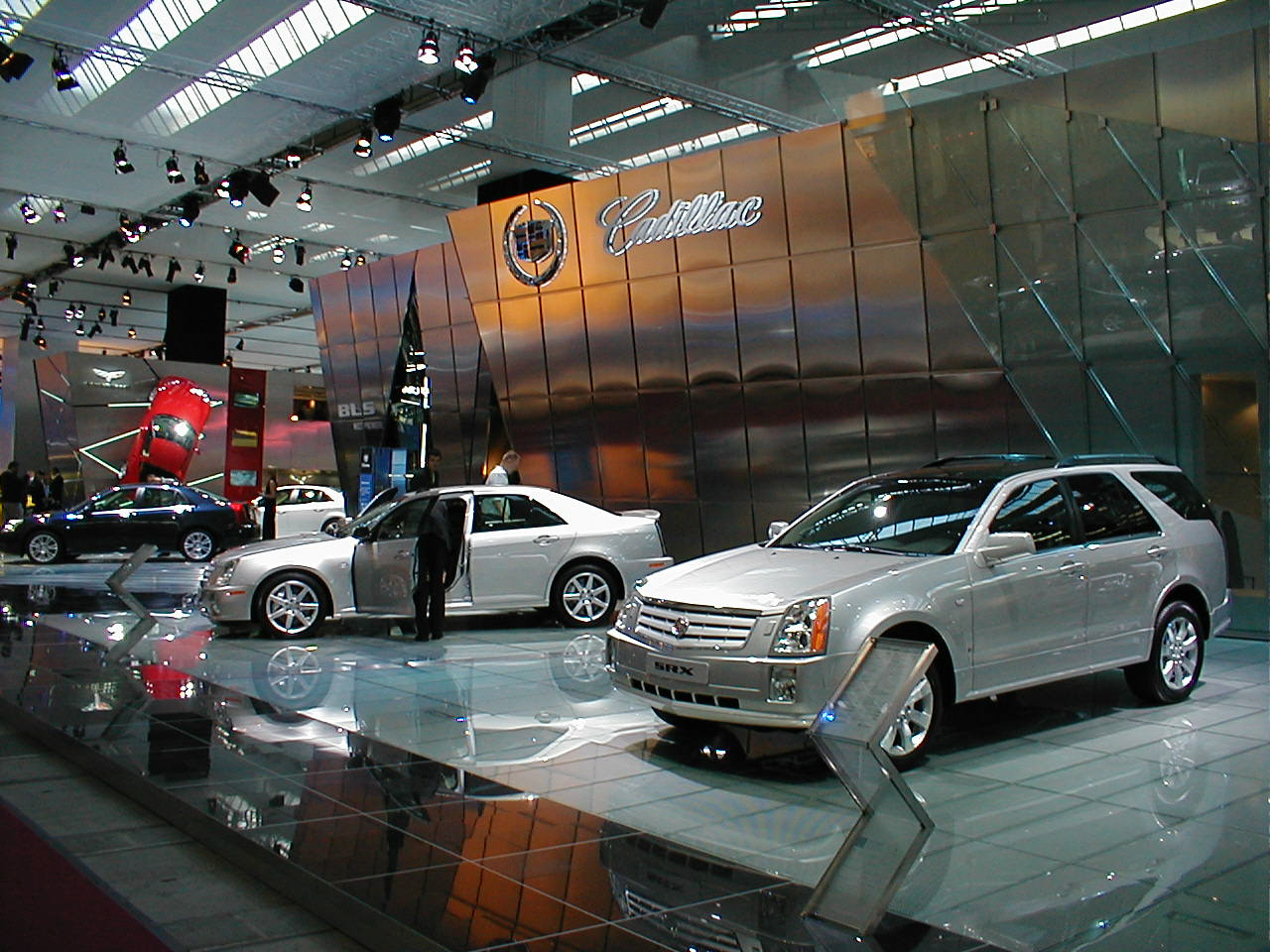
SRX（手前）とSTS（2005年）

この様な状況を受けて、1988年に「シマロン」を廃止したほか、1997年にはオペル・オメガのバッジエンジニアリングモデルである小型モデル「カテラ」を投入した。
さらに1998年には、日本やヨーロッパの高価格車をターゲットにし、高出力エンジンと高品質な内装を備えた5代目セビルの導入を行い、その後顧客単価の上昇と顧客の平均年齢の低下をターゲットにしたブランド全体の刷新と再構築を開始した。なおセビルは日本とイギリス市場での拡販を狙い、右ハンドルモデルも用意された。
これ以降、1999年にキャデラック初のSUVとなる「エスカレード」を導入し、専用設計となった2代目以降はアメリカをはじめとする世界各国の市場で大きなヒットとなったほか、ル・マン24時間レースへの参戦などの積極的なマーケティング戦略を行い、アメリカ国内のみならず、多くの主要市場において高級車としての人気を復活させた。

### ブランド再構築
なお、ブランド再構築の一環として、それまで「カテラ」や「セビル」、「デビル」などと名付けていた各車種の呼称を、2003年の「カテラ」の後継車種の「CTS（Catera Touring Sedan）」の導入を皮切りに、2005年に「セビル」を「STS」に、2006年に「デビル」を「DTS」にするなど、ラテン文字のアルファベット（ローマ字）を組み合わせたものに変更した。
「CTS」からは「アート&サイエンス」と称するモダンなスタイリングに統一することで若い世代を呼び戻すだけでなく、「シグマ・アーキテクチャ」と呼ばれる新設計のプラットフォームを生かし、さらにニュルブルクリンクサーキットでのテスト走行を繰り返し開発されたスポーツモデル「CTS-V」を投入し、同時にモータースポーツに参戦するなど、「BMW・M5」や「AMG・E55」に代表される高級スポーツセダンの購買層もターゲットに加えた。
2004年に、かつての「アランテ」を彷彿とさせる2ドアカブリオレのフラッグシップモデルとなる「XLR」と、新型中型SUVの「SRX」を導入するなどラインナップを拡大する傍ら、イタリアの宝石商、「ブルガリ」とのタイアップを開始し更なるブランドイメージの向上を行った。
また2005年のフランクフルト・モーターショーで発表された、「シマロン」以来初の小型モデルである「BLS」を皮切りにヨーロッパ市場への本格導入を開始した。

### 旧GM経営破綻後

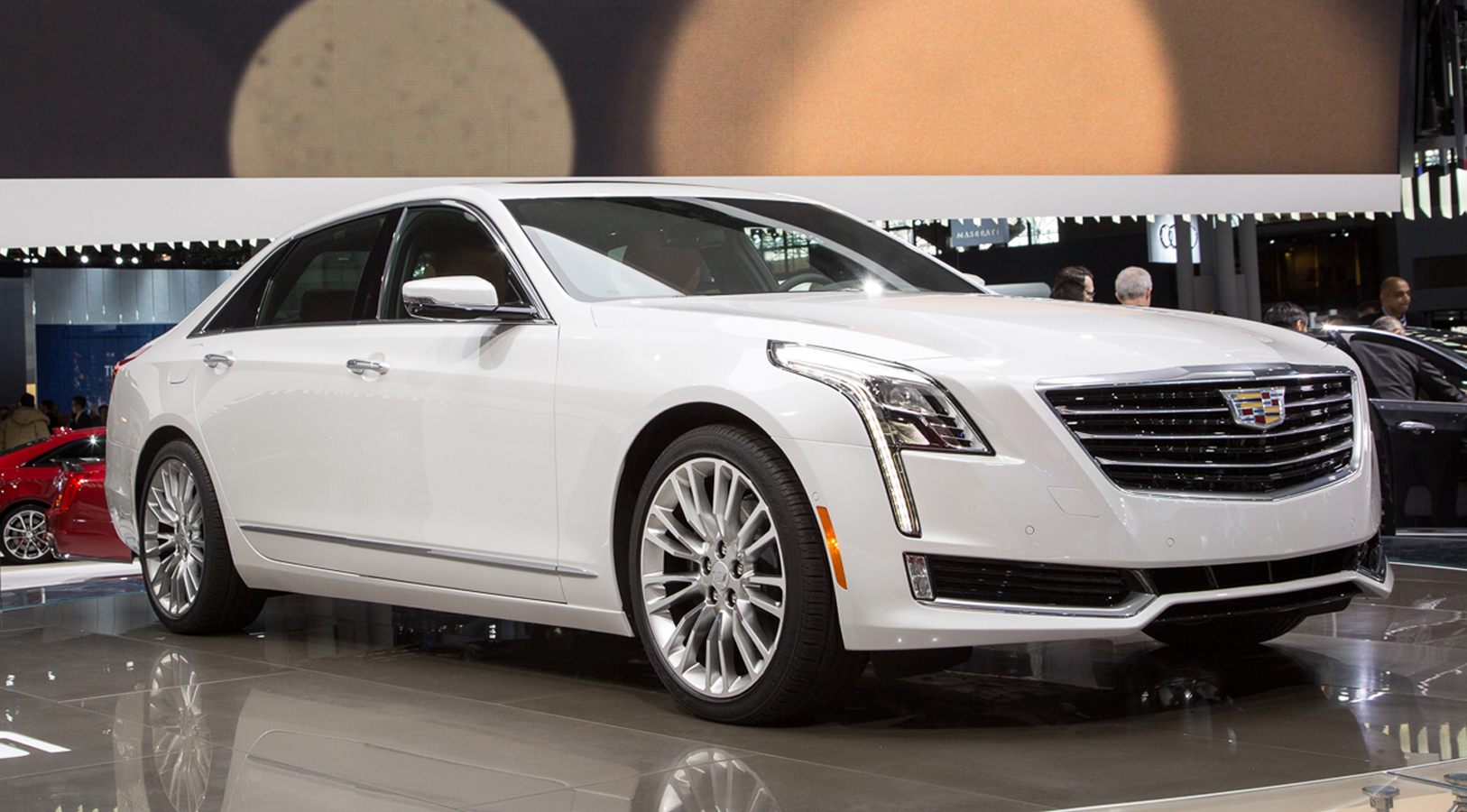
CT6（2016年）

2007年のリーマンショック以降の世界金融危機で起きたゼネラルモーターズの経営破綻とそれに伴う国有化の過程でポンティアックやサターン、ハマーなどのブランドは売却、もしくは閉鎖されることになったが、キャデラックは高いブランド価値と安定した販売実績から、シボレーやビュイックらとともに、ゼネラルモーターズの基幹ブランド、そして最高級ブランドとして「新生ゼネラルモーターズ」に残ると発表された。
2010年代に入り世界的に経済が回復する中、最小モデルの「ATS」や人気が高いSUVの「SRX」や「エスカレード」の新型モデルの投入を行い販売のテコ入れを行った。特に高級車需要が伸びている中華人民共和国では本国の米国を販売台数で上回る成功をおさめて完全に復活した。また、グローバル戦略の一環として新しい車名命名方式を定め、エスカレードを唯一の例外としてそれ以外のセダンやクーペには「CT」が、SUVには「XT」が車名としてつき、その後ろに車格を表す数字をつける方式となった(例：CT6やXT5)。

## 日本における歴史
1910年代よりヤナセにより日本への輸入が開始された。当時の展示の記録写真には「カデラック車」との説明プレートが車両足許に置かれている様子が分かる。当初より皇族や華族、政治家に愛好され、日米関係が悪化した1930年代の後半に至っても輸入が継続されたものの、1940年に、日中戦争の影響を受けて個人利用のための自動車の輸入が禁止されたため輸入は中断された。
しかし1941年12月の太平洋戦争（大東亜戦争）の開戦後は、当時アメリカの植民地であったフィリピンやイギリスの植民地のシンガポール、中華民国の上海などで使用されていた多数のキャデラックが鹵獲、接収され、現地の軍関係者などの間で使用されたほか、日本国内にも持ち込まれたといわれている。

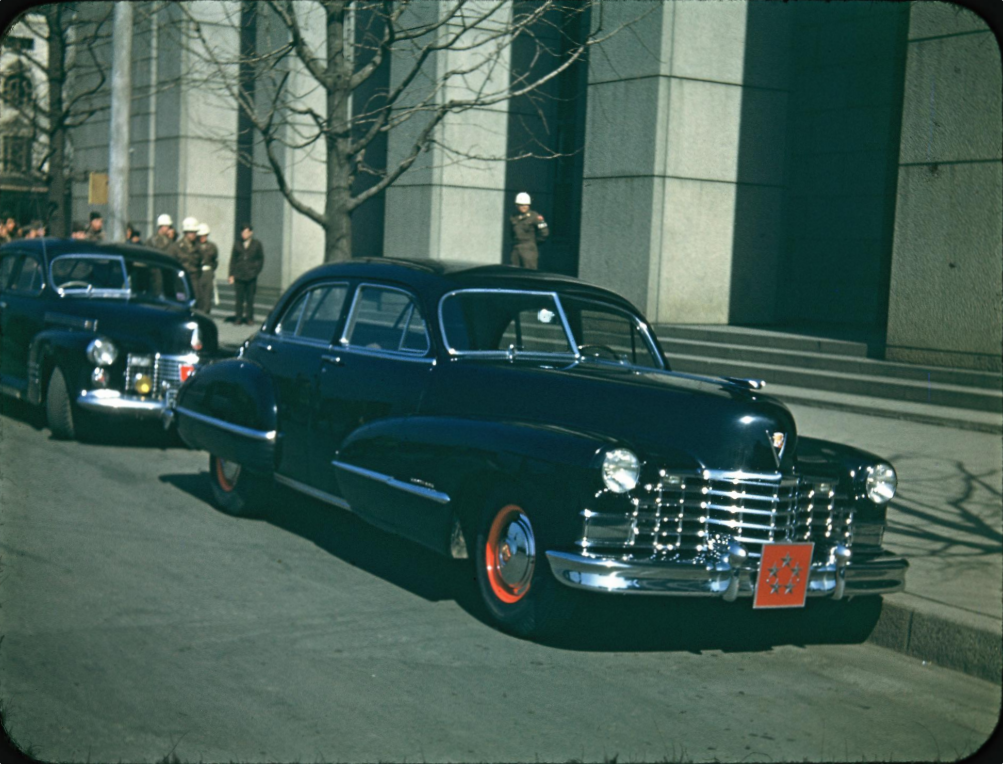
5つ星の階級章を掲げたマッカーサーのキャデラック（1947年撮影）

第二次世界大戦後は、連合国軍最高司令官総司令部（GHQ）の最高司令官ダグラス・マッカーサーの専用車として全国の一般市民にまでその名が知られることになり、その後も多くのハリウッド映画で「アメリカの富の象徴」として露出されたことから、日本でも庶民の憧れの高級車となった。

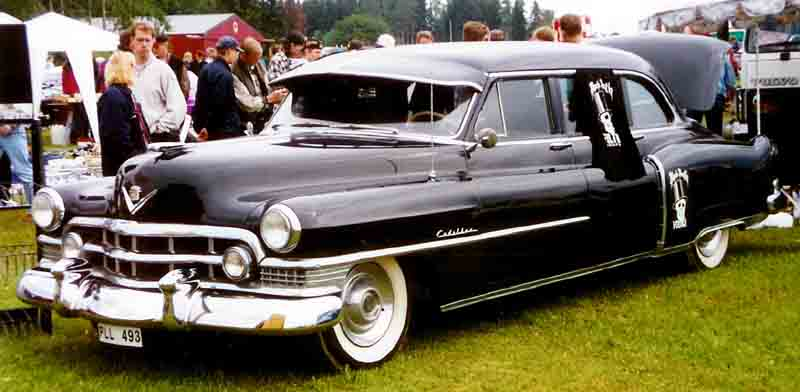
御料車として使用された75リムジンの同型車（1950年）

また、連合国の占領下の1950年には、それまで長年使用されていたメルセデス・ベンツに代えて御料車として導入され、1960年代にかけて使用された他、力道山や石原裕次郎などのスポーツ界や映画スター。田岡一雄、児玉誉士夫などの実業家が愛用したことでも知られる。
大型の車体とその高級感からプロレス関係者にも縁が深い。日本プロレスの祖である力道山が多用しただけでなく、その弟子のアントニオ猪木も1972年に新日本プロレスリングを旗揚げした頃にキャデラック・エルドラドを自らの専用車として使用し、蔵前国技館など東京都内の大会場で試合を行う際にはキャデラック・エルドラドで会場入りしていた時期がある。
対してジャイアント馬場は、全日本プロレス旗揚げ当時からその生涯を終えるまで1967年式の白のキャデラックを送迎車に使用し続けた。これは、その巨体を窮屈に押し込めて国産車に乗る馬場を見かねて盟友であるブルーノ・サンマルチノがプレゼントし、馬場がその心意気に感動した経緯によるもの。さらに馬場の弟子である三沢光晴もプロレスリング・ノアのマット上で最期を迎える時まで愛車の1台としてキャデラックを利用していた
高級ハイヤーとしても使用され、1954年から1961年にかけて、日本空港リムジン交通（現：東京空港交通）では、数台のキャデラック・リムジン75及びセダン60シリーズを運行していた。
その後もGMの輸入権を持つヤナセにより、GMの最高級車種として多数のキャデラックが輸入、販売されたものの、ヤナセは2002年末に輸入権をサーブと共に日本ゼネラルモーターズに譲渡し、これによりヤナセはGMの自動車輸入事業から事実上撤退したが、その後も国内最大のディーラーとして販売を続けている。
一方、シボレーブランド車を正規輸入していた三井物産オートモーティブがキャデラック・エスカレード（2代目）を扱っていたが、GM車正規輸入権の返上により三井物産オートモーティブでの販売は終了。その後エスカレードはゼネラルモーターズ・ジャパンの手によって引き続き正規輸入が行われている。

## アメリカ大統領専用車

### 最多採用車種

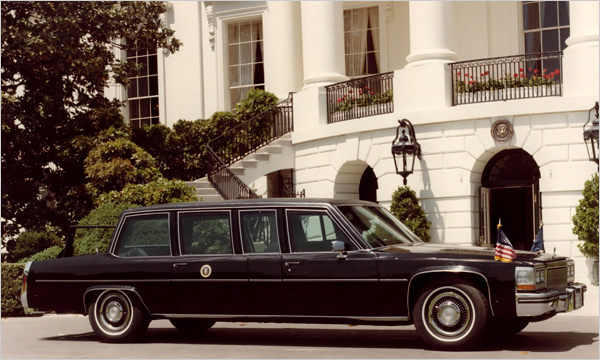
レーガン大統領専用車のフリートウッド・ブローアム・リムジン（1983年）

アメリカ大統領の専用車として、ウッドロウ・ウィルソンが第一次世界大戦の戦勝記念パレードでキャデラックのオープンカーを使いボストンまでパレードして以降、カルビン・クーリッジやフランクリン・D・ルーズベルトなどが使用した他、第二次世界大戦後もハリー・S・トルーマンやドワイト・D・アイゼンハワー、ロナルド・レーガンやジョージ・ウォーカー・ブッシュ、そして2009年に就任したバラク・オバマに至るまで、長年に亘りライバルのパッカードやリンカーンとともに大統領専用車として使用されており、最も多く大統領専用車に採用されたブランドとなっている。
なおブッシュ元大統領は、2001年1月20日の自らの就任パレードに合わせて納入されたドゥビル・リムジンの対地雷、防弾装甲が施された特装車を大統領専用車として使用し、2005年の2期目就任時には新たにDTS・リムジンが大統領専用車として納入され、2009年1月20日に任期が終了するまでの間使用した。

### 現在

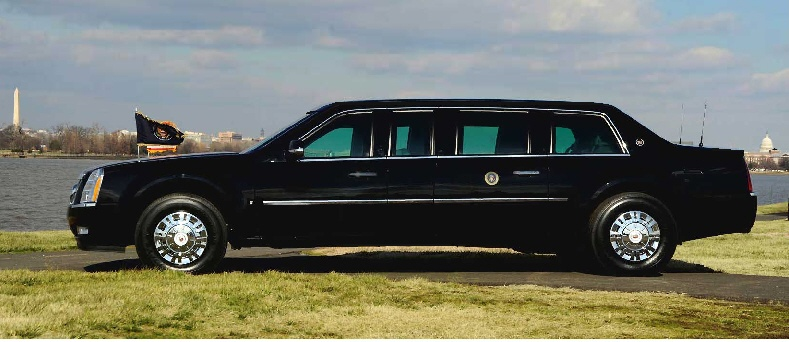
オバマ大統領専用車のDTS・リムジン（2009年）

2009年1月14日には、1月20日に就任するオバマ大統領専用車としてDTS・リムジンの新型特装車が一般公開された。この新しいDTS・リムジンは、前任者のブッシュ前大統領専用車のDTS・リムジンと比べ装甲がさらに強化された他、最新の通信機器が装備されたが、これらの装備で車重が増したために最高速度は時速100キロ程度であると発表されている。この車のシャシーにはGMC・トップキックのものが使用されており、いすゞ自動車製ディーゼルエンジンを搭載している。
車内には輸血用血液と輸血装置が装備されているほか、フロントノーズの国旗と大統領紋章旗を夜間にLEDでライトアップする新機能が追加されている。
なお、かつては大統領就任パレード用のオープンカーも併せて用意されていたが、テロリストによる襲撃を防ぐことが困難なため、現在は用意されていない。

## モータースポーツ

### F1
2024年11月25日、ゼネラルモーターズは「キャデラックF1チーム」として2026年からF1に参戦することを発表した。2029年からは「GMパフォーマンス・パワーユニットLLC」によりパワーユニット(PU)も自製し、フルワークス化する予定となっている。2025年3月7日にF1及びFIAからの最終承認を受け、2026年からのF1参戦が決定した。自社製PUが使用可能になるまではフェラーリ製PUを使用する。

### LMDh
FIA 世界耐久選手権（WEC）やIMSA スポーツカー選手権に参戦するル・マン・デイトナ・h（LMDh）マシンとしてキャデラック・Vシリーズ.Rがあり（ダラーラとの共同開発）、2023年よりWEC/IMSAの両シリーズに参戦している。

## 現行モデル

### セダン/サルーン
- CT4
- CT5
- CT6

### SUV/クロスオーバーSUV
- エスカレード
  - エスカレードESV
- XT4
- XT5
- XT6
- リリック
- GT4

## 過去のモデル

### セダン/サルーン
- XTS
- DTS
- ATS
- CTS
- SRX
- XLR
- STS
- エルドラド
- ドゥビル
- アランテ
- カテラ
- シマロン
- セビル
- フリートウッド

### コンセプトカー
- ルマン (1953年)
- Die Valkyrie (1955年)
- エルドラド ブルーガム (1956年)
- サイクロン（英語版） (1959年)
- XP-840 (1965年)
- XP-825 (1966年)
- ナート（ドイツ語版） (1970年)
- LaSalle (1972年)
- シマロンPPG (1985年)
- ヴォヤージュ（ドイツ語版） (1988年)
- ソリティア（ドイツ語版） (1989年)
- オーロラ（英語版） (1990年)
- LSE (1994年)
- エルドラド (1999年)
- エヴォック（英語版） (1999年)
- イマージュ（英語版） (2000年)
- ヴィゾン (2001年)
- キャデラック・シエン (2002年)
- シックスティーン（英語版） (2003年)
- SRX ブラックダイヤモンド (2004年)
- BLS (2005年)
- ヴィラ（ドイツ語版） (2005年)
- エコジェット（英語版） (2004年)
- CTSスポーツ (2007年)
- CTSクーペ (2008年)
- プロヴォック（英語版） (2009年)
- コンヴァージ（ドイツ語版） (2009年)
- アーバンラグジュアリー（英語版、フランス語版） (2010年)
- シエル（英語版） (2011年)
- エルミラージ（英語版） (2013年)
- ELR（英語版） (2014年)
- エスカーラ（英語版） (2016年)
- EVコンセプト（フランス語版） (2016年)
- リリック（英語版） (2020年)
- セレスティック（英語版） (2022年)
- インナースペース (2022年)